# Segona batalla d'El Alamein
La segona batalla d'El Alamein marcà un punt d'inflexió a la campanya del Desert Occidental de la Segona Guerra Mundial. Els combats s'estengueren entre el 23 d'octubre i el 5 de novembre de 1942. La Primera Batalla d'El Alamein havia aturat l'avanç de les tropes de l'Eix; però poc després, el Tinent General Bernard Montgomery prengué el comandament del Vuitè Exèrcit al General Claude Auchinleck a l'agost de 1942.
La victòria aliada donà la volta als successos a la campanya del nord d'Àfrica. Finalitzà amb les esperances de l'Eix d'ocupar Egipte, obtenint per tant el control del canal de Suez i l'accés als camps petrolífers de l'Orient Mitjà.

## Preludi
El juliol del 1942, després del seu èxit a la batalla de Gazala, el Panzerarmee Afrika, format per infanteria alemanya i italiana i unitats mecanitzades, a les ordres del Mariscal Erwin Rommel, havia penetrat a Egipte, ocupant l'est del país fins a la línia d'El Alamein, a menys de 200 quilòmetres del port vital d'Alexandria i amenaçant el control de l'Imperi Britànic del Canal de Suez. El General Auchinleck retirà el 8è Exèrcit a només 80 km d'Alexandria, en un punt on la Depressió de Qattara arribava fins a només 64 km d'El Alamein a la costa. Això feia que els defensors tinguessin un front curt on atrinxerar-se, ja que el seu flanc nord es basava en el Mediterrani i en el flanc sud en les arenes movedisses de la depressió de Qatara. Aquí, a inicis de juliol, l'avanç de l'Eix va ser aturat en la Primera Batalla d'El Alamein.
Les contraofensives del 8è Exèrcit durant les setmanes posteriors no van tenir èxit, permetent a Rommel reagrupar i atrinxerar les seves tropes exhaustes. A finals de juliol, Auchinleck ordenà aturar tota acció ofensiva per tal de reforçar l'exèrcit. A inicis d'agost, el Primer Ministre britànic Winston Churchill i el General Sir Alan Brooke, el Cap de l'Estat Major Imperial General, van visitar El Caire i van substituir a Auchinleck com a comandant en cap de l'Orient Mitjà pel General Sir Harold Alexander. Per comandar el 8è Exèrcit es nomenà al tinent general William Gott, però va morir abans de poder prendre el comandament quan el seu avió va ser abatut pels caces de la Luftwaffe. En lloc seu es nomenà al tinent general Bernard Montgomery.
Davant les línies de subministrament sobreexteses i la relativa mancança de reforços, i conscient de les grans quantitats de reforços en homes i material que estaven rebent els aliats, Rommel decidí atacar-los abans que completessin la tasca. Les dues divisions blindades de l'Afrika Korps i una força comporta per les unitats de reconeixement del Panzerarmee Afrika formaren la punta de llança de l'atac, atac que els aliats van aturar el 30 d'agost de 1942 al pas d'Alam el Halfa, a la Cota 102. Aquest atac fracassat a la línia d'El Alamein, més conegut com la batalla d'Alam el Halfa, i esperant el contraatac del 8 Exèrcit, va fer que el Panzerarmee Afrika s'atrinxerés.
Els factors que havien afavorit el pla defensiu del Vuitè Exèrcit en la Primera Batalla d'El Alamein, la línia curta del front i tenir els flacs assegurats, ara afavorien l'Eix. A més, Rommel tenia temps per preparar les seves posicions defensives i sembrar enormes camps de mines (aproximadament n'usà mig milió) i fil ferro espinós. Alexander i Montgomery estaven decidits a tenir una superioritat de forces suficient no només per superar aquesta línia, sinó que també per explotar-la i destruir el Panzerarmee Afrika. En tots els enfrontaments anteriors al Desert Occidental des de 1941, cap dels dos bàndols encara tenia forces després d'aconseguir una victòria en una batalla ofensiva per explotar-la decisivament: el bàndol perdedor sempre havia pogut retirar-se i reagrupar-se més a prop de les seves pròpies bases de subministrament.
Després de sis setmanes més augmentant el nombre de tropes disponibles, el Vuitè Exèrcit estava preparat per atacar. Els 220.000 homes i els 1.100 tancs de Montgomery van llançar-se contra els 115.000 homes i els 559 tancs del Panzerarmee Afrika.

## El pla aliat
Amb l'Operació Peu Lleuger, Montgomery esperava obrir dos corredors enmig dels camps de mines de l'Eix al nord. Un corredor transcorria cap al sud-oest a través del sector de la Divisió Neozelandesa cap al centre del Pas de Miteirya, mentre que la segona avançava cap a l'oest, passant a 3 km al nord de l'extrem occidental del Pas de Miteirya i estenent-se pels sectors de les divisions 9a Australiana i 51a (Highland). Els blindats hi passarien després i derrotarien els blindats alemanys. A més, diversos atacs de diversió al Pas de Ruweisat al centre i també al sud de la línia mantindria ocupades la resta de tropes de l'Eix, impedint-los dirigir-se cap al nord. Montgomery esperava una batalla de 12 dies en 3 etapes: el trencament, el combat de gossos i la ruptura definitiva de l'enemic.
Per a la primera nit de l'ofensiva, Montgomery planejava que les 4 divisions d'infanteria del XXX Cos del tinent general Oliver Leese avancessin 25 km cap a un objectiu anomenat Línia Oxalic, superant les defenses d'avançada de l'Eix. Mentrestant, els enginyers netejarien i marcarien dos passos enmig dels camps de mines, a través dels quals avançarien les unitats del X Cos del tinent general Herbert Lumsden avançaria fins a la Línia Pierson, a l'oest de les posicions d'infanteria, on haurien de consolidar la seva posició, bloquejant qualsevol interferència blindada en la batalla d'infanteria. Llavors, avançarien cap a l'àrea Akinflint, a les profunditats de les defenses de l'Eix, i es dirigirien a Rahman per atraure els blindats enemics.
El detector de mines polonès dissenyat a Escòcia el 1941 per l'enginyer i oficial de senyals polonès, tinent Józef Kosacki, seria usat per primera vegada en acció. 500 d'ells van ser lliurats al 8è Exèrcit. Doblaven la velocitat a la qual es podia netejar els camps de mines, a una velocitat de 100 a 200 metres per hora.
Les tropes de la Commonwealth van portar a terme diverses accions de diversió durant els mesos previs a la batalla per confondre el comandament de l'Eix, no només sobre l'objectiu de la imminent batalla, sinó per quan aquesta tindria lloc. Aquesta operació va ser batejada com Operació Bertram. Al setembre, van usar molt material de rebuig sota xarxes de camuflatge al sector nord, fent que semblessin caixes de munició o racions de menjar. L'Eix, lògicament, se'n va adonar, però com que no hi havia cap mena acció ofensiva immediata i les caixes no canviaven d'aparença en molt de temps, van ser finalment ignorades. Això va permetre al 8è Exèrcit construir punts de subministrament a la zona d'avançada sense ser descoberts per l'Eix, substituint el material de rebuig per munició, combustible o racions. Mentrestant, es construí un oleoducte fals, amb l'esperança que fer creure a l'Eix que l'atac seria molt més tard del que va ser realment, i molt més al sud. Per augmentar la il·lusió, es construïren tancs de mentida posant peces de fusta sobre jeeps i enviant-los al sud. En una finta invertida, els tancs que haurien de combatre al nord van ser disfressats com a camions de subministrament posant-los superestructures de fusta al damunt.

## El pla de l'Eix
Amb el fracàs de la seva ofensiva a Alam el Halfa, les forces de l'Eix havien quedat seriosament minvades. Els exèrcits alemany i italià estaven sobrecarregats i exhauts i havien d'aprofitar els subministraments i l'equipament aliat capturat. Malgrat els èxits de Rommel, la situació s'havia girat ràpidament contra ell, i no se li enviarien grans reforços. Per l'altre costat, les tropes de la Commonwealth britànica estaven rebent homes i material del Regne Unit, l'Índia, Austràlia i Nova Zelanda, així com camions i tancs Sherman des dels Estats Units. Rommel seguia demanant equipament, subministraments i combustible, però el focus principal de la màquina de guerra alemanya estava al Front Oriental i es destinaven molt pocs recursos al nord d'Àfrica.
A més, Rommel estava malalt. A inicis de setembre es van fer els preparatius perquè tornés a Alemanya en una baixa per malaltia i que el General der Panzertruppe Georg Stumme passés del front de Rússia i prengués el seu lloc. Abans de marxar a Alemanya el 23 de setembre, Rommel organitzà la defensa planejada i va escriure una llarga descripció de la situació per al OKW, de nou assenyalant les necessitats del Panzerarmee.

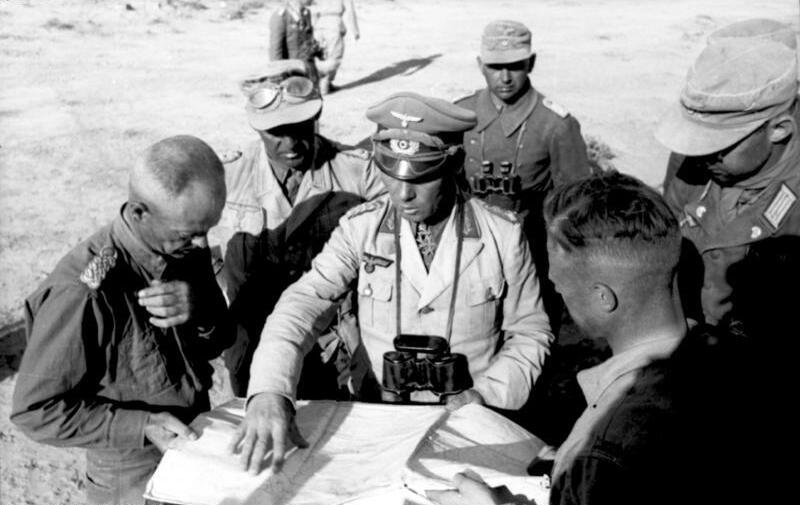
Rommel amb el Generalmajor Georg von Bismarck.

Rommel sabia que les tropes de la Commonwealth serien ben aviat prou fortes per llançar una ofensiva contra les seves forces. La seva única esperança descansava en què les tropes alemanyes que estaven lluitant a Stalingrad derrotessin ben aviat als soviètics i poguessin avançar a través del Trans-Caucas i amenacessin Pèrsia i l'Orient Mitjà. Això faria que un gran nombre de soldats britànics haguessin d'abandonar el front egipci per reforçar les tropes britàniques a Pèrsia i així es retardés qualsevol ofensiva contra el seu exèrcit. Gràcies a aquest retard, Rommel esperava convèncer l'OKW que reforcés les seves forces per poder enllaçar el Panzerarmee Afrika amb les unitats alemanyes que avancessin pel sud de Rússia, aconseguint finalment derrotar els exèrcits britànics al nord d'Àfrica i a l'orient mitjà.
Mentrestant, les seves tropes s'atrinxeraren i esperaven l'atac dels britànics o la derrota soviètica a Stalingrad. Rommel afegí profunditat a les seves defenses creant com a mínim dos cinturons de mines que estaven connectades a intervals per crear caixes que impedirien les penetracions enemigues i privarien als blindats britànics d'espai per maniobrar. El frontal de cada caixa estava lleugerament en poder dels llocs de combat, i la resta estava desocupada, però sembrades de mines i trampes explosives. Aquests van ser coneguts com els Jardins del Diable. Les principals posicions defensives van ser construïdes a uns 2 km per darrere del segon cinturó de mines. L'Eix va sembrar prop de mig milió de mines, majoritàriament mines antitancs Teller, a més d'algunes mines antipersona menors (com la mina-S) (diverses d'aquestes mines eren britàniques, capturades a Tobruk). Per tal d'atraure els vehicles enemics als camps de mines, els italians arrossegaven un eix i pneumàtics a través dels camps, usant una corda llarga per crear el que semblaven pistes ben usades.
Rommel estava preocupat no per no permetre als blindats britànics a camp obert, car no disposava ni del nombre de forces ni el combustible necessari per combatre en una batalla de maniobra. Per tant, calia restringir la batalla a les seves zones defensaves i contraatacar sobre qualsevol avanç ràpidament i vigorosament. Per tant, Rommel va endurir les seves línies d'avançada alternant les formacions d'infanteria alemanyes i italianes. Donades les mesures de diversió havien confós l'Eix sobre el punt possible de l'atac, Rommel es va apartar de la seva pràctica habitual de mantenir les seves tropes blindades en una única reserva concentrada i les dividí en un grup nord (divisions 15a Panzer i Littorio) i un grup sud (divisions 21a Panzer i Ariete), cadascun organitzat en grups de batalla per tal de poder realitzar una ràpida intervenció blindada allà on fos necessari i evitar que qualsevol penetració pogués fer-se gran. L'efecte, però, va ser que una proporció significativa de la seva reserva blindada va ser dispersada i usada més endavant. Més enrere, no obstant això, Rommel tenia en reserva prop de la costa les divisions 90a Lleugera i la motoritzada Trieste. Rommel creia que quan arribés l'amenaça principal, ell podria maniobrar les seves tropes més ràpidament que no pas del que els aliats podrien concentrar les seves defenses al centre de gravetat de la batalla. Però, havent concentrat les seves defenses, no podria moure de nou les seves forces a causa la falta de combustible.

## La Batalla
Habitualment, la batalla d'El Alamein es divideix en 5 fases: 
1. la irrupció (23-24 d'octubre),
2. l'enderrocament (24-25 d'octubre),
3. el contraatac (26-28 d'octubre),
4. l'operació Supercàrrega (1-2 de novembre) i
5. la fugida (3-7 de novembre).

No s'aplica cap nom al període comprès entre el 29 i el 31 d'octubre, quan els combats es van estancar.

### Primera fase: La Irrupció (23 – 24 de novembre)
Abans de la barrera de foc, la 24a brigada australiana realitzà una diversió, que va fer que la 15a Divisió Panzer fos sotmesa a un dur bombardeig durant uns minuts. Llavors, a les 21.40 h (horari d'estiu egipci) del 23 d'octubre, enmig d'un vespre calmat i clar sota el cel net il·luminat amb la lluna plena, s'inicià l'Operació Peu Lleuger amb un bombardeig de 1.000 canons (i que la creença popular afirma que van disparar tots alhora). El pla de foc havia estat planejat amb molta cura, de manera que 882 canons de les bateries de camp i mitjanes convergirien al mateix temps a través d'un front de 64 km. Després de vint minuts de bombardeig general, els canons dispararen cap a objectius de precisió per donar suport a l'avanç de la infanteria. El bombardeig continuà durant cinc hores i mitja, al final de les quals cadascun dels canons havia disparat uns 600 projectils.
Hi havia un motiu pel nom de l'Operació Peu Lleuger: la infanteria havia d'atacar en primer lloc. Moltes de les mines antitancs no serien activades pels soldats que corrien per damunt d'elles car eren massa lleugers i no pesaven prou (d'aquí el nom). A mesura que la infanteria avançava, els enginyers havien d'obrir els camins per als tancs que vindrien a continuació. Cada franja de terreny neta de mines era de 7,3 metres d'ample, el suficient perquè els tancs passessin en una única línia. Els enginyers havien de netejar una ruta de 8 km enmig dels Jardins del Diable. Era una missió difícil que no s'assolí donada l'extraordinària profunditat dels camps de mines.
A les 22.00 h, les quatre divisions del XXX Cos començaren a avançar. L'objectiu era una línia imaginària al desert on estaven situades les defenses enemigues més fortes. Un cop que la infanteria havia arribat als primers camps de mines, els netejadors de mines, incloent-hi les tropes del Cos de Reconeixement i els sapadors avançaren per obrir un passatge a les divisions blindades del X Cos. Els progressos van ser molt més lents del que s'havia previst, però a les 02.00 h, els primers dels 500 tancs van poder avançar. A les 04.00 h, els tancs d'avançada es trobaven als camps de mines, on van haver d'alentir el seu avanç car la pols aixecada impedia la visibilitat, i els embussos de trànsit van fer aturar els tancs.
Mentrestant, la 7a Divisió Cuirassada (amb una brigada de la França Lliure) del XIII Cos del tinent general Brian Horrocks estava fent un atac en finta des del sud. L'atac principal buscava enfrontar-se amb la 21a Divisió Panzer i la divisió cuirassada italiana Ariete a Jebel Kalakh, mentre que els francesos, situats a l'extrem occidental, havien d'assegurar Qaret el Himeimat i la plana de Taqa. El flanc dret dels atacs havia d'estar protegit per la 131a brigada d'infanteria de la 44a Divisió. Però l'atac hagué d'enfrontar-se amb una dura resistència de la 185a Divisió Aerotransportada Folgore i la brigada paracaigudista de Ramcke. Els camps de mines van resultar ser més gruixuts del que s'havia previst, i un constant foc defensiu impedia obrir passos a través d'ells. A l'albada del 24 d'octubre, encara no s'havia aconseguit obrir passos pel segon cinturó de mines per alliberar a les brigades lleugeres 22a i 4a en camp obert perquè poguessin girar cap al nord contra la rereguarda de les posicions enemigues a 7 km a l'oest de Deir el Munassib.
Encara més al nord de la zona del front del XIII Cos, la 50a Divisió d'Infanteria aconseguia uns guanys de terreny limitats davant la decidida resistència de les divisions Pavia i Brescia, així com seccions de la Folgore. La 4a Divisió d'Infanteria Índia, a l'extrem esquerre del XXX Cos al turó de Ruweisat, on realitzà un atac simulat i dues petites incursions per tal de desviar l'atenció del centre del front.

### Segona fase: L'enderrocament (24 – 25 de novembre)
El matí del dissabte 24 d'octubre va estar marcat pel desastre al Quarter General alemany. Els informes que havia rebut durant el matí mostraven que els atacs havien tingut lloc en un ample front, però que la penetració havia deixat de ser controlable per les unitats locals. El mateix general Stumme, substitut de Rommel, va anar al front per observar per si mateix la situació, però trobant-se ell mateix sota el foc enemic, va patir un atac de cor i va morir. El comandament passà de manera temporal al Major-General Ritter von Thoma; però Hitler decidí que Rommel havia de deixar el sanatori en què es trobava i tornar al nord d'Àfrica. Rommel volà cap a Roma el 25 d'octubre per pressionar a l'alt comandament italià per més combustible i munició, i d'allà cap al nord d'Àfrica per tornar a prendre el comandament del Panzerarmee Afrika aquella mateixa nit, que aquell mateix dia havia passat a anomenar-se Deutsch-Italienische Panzerarmee (Exèrcit Panzer Italoalemany)
El reconeixement aeri a l'alba mostrà pocs canvis en la disposició de les tropes de l'Eix, de manera que Montgomery donà les seves ordres del dia: s'havia de completar la neteja el corredor nord i la divisió neozelandesa, ajudada per la 10a cuirassada, havia de dirigir-se cap al sud des del turó de Miteirya. La 9a australiana, al nord, havia de planificar una operació de destrucció per a aquella nit, mentre que al sector sud, la 7a cuirassada havia de seguir intentant travessar els camps de mines amb l'ajut, si era necessari, de la 44a divisió.
Durant el dia, hi va haver poca activitat, depenent tot de la neteja dels passos a través dels camps de mines. Els tancs van arribar a Oxalic, i durant tot el dia, l'artilleria i la Força Aèria del Desert Aliada, fent més de mil sortides, van atacar les posicions enemigues per donar suport a la destrucció de les forces enemigues.
Les unitats panzer van atacar la 51a divisió Highland tot just després de sortir el sol, sent aturats als seus propis camions. A les 16.00 h, no havien progressat gaire. Al vespre, amb el Sol a l'esquena, els tancs de la 15a Divisió Panzer i la divisió Litttorio van girar al pas Kidney per enfrontar-se a la 1a Divisió Cuirassada britànica en la primera gran batalla de tancs d'El Alamein. Van participar uns 100 tancs, dels quals la meitat van ser destruïts, tot i que les posicions no van alterar-se.
Aquella nit, l'amenaça de la 10a Cuirassada des del turó de Miteirya no va servir de res. La neteja de les mines al turó va durar molt més del que estava previst, i la seva unitat d'avantguarda, la 8a Brigada Cuirassada, va ser sorpresa a les 22.00 h (hora 0) per un atac aeri i es va dispersar. Quan es van reorganitzar, ja anaven retardats respecte al programa previst i lluny de la barrera d'artilleria. A l'alba, la brigada estava a camp obert rebent un càstig considerable dels canons antitancs i els tancs camuflats. Mentrestant, la 24a Brigada Cuirassada havia aconseguit avançar i informà que a la matinada estarien a la línia Pierson, tot i que, confosos per la pols i la confusió generalitzada, van errar en la seva posició i van quedar curts.
L'atac al sector del XIII Cos no va anar millor. La 131a brigada d'infanteria de la 44a Divisió va obrir un pas enmig de les mines, però quan la 22a Brigada Cuirassada el travessà, va rebre un foc intens i va haver de recular, amb 31 tancs destruïts.
L'activitat aèria aliada d'aquella nit se centrà en el grup cuirassat nord de Rommel, llançant-los 135 tones de bombes. Per evitar una repetició de l'experiència de la 8a brigada cuirassada des de l'aire, també es van intensificar els atacs contra els camps d'aviació de l'Eix.

#### Dia D+2: diumenge, 25 de novembre
La primera amenaça havia acabat pel diumenge. Els aliats havien avançat a través dels camps minats fent una incursió a l'oest de 10 km d'ample i 8 km de fons. Ara estaven al cap de munt del turó de Miteirya al sud-est, però al mateix temps les tropes de l'Eix estaven ben fortificades en la majoria de les seves posicions de batalla originals i la batalla es trobava en un punt mort. Montgomery decidí que l'avanç cap al sud dels neozelandesos des del turó de Mieirya seria massa costós, decidint en canvi que el XXX Cos, mentre que es feia fort a Miteirya, atacaria cap al nord cap a la costa amb la 9a australiana. Mentrestant, la 1a divisió cuirassada, a l'esquerra dels australians, continuaria atacant cap a l'oest i el nord-oest, i l'activitat al sud dels fronts d'ambdós cossos quedarien restringides a les patrulles. La batalla es concentraria a Kidney i a Tel el Eisa fins que s'aconseguís un trencament.
A primera hora del matí, les tropes de l'Eix llançaren diversos atacs usant les divisions 15a Panzer i Littorio. El Panzerarmee estava buscant una feblesa, però sense èxit. Quan el Sol es va pondre, la infanteria aliada passà a l'atac. Cap a mitjanit, la 51a divisió llançà 3 atacs, però ningú sabia on estaven exactament. A continuació vingué un pandemònium i una carnisseria, resultant amb la pèrdua de 500 soldats aliats i quedant només un oficial entre els atacants.
Mentre que la 51a divisió Highland operava a Kidney, els australians atacaven la Cota 29,  un punt d'observació d'artilleria de l'Eix de 6 m d'altura al sud-oest de Tel el Eisa, en una temptativa d'envoltar el sortint costaner de l'Eix on estava la 164a divisió lleugera i un gran nombre d'infanteria italiana. Aquesta era la nova amenaça que Montgomery havia previst al matí, i seria l'escenari per a una cruenta batalla durant uns dies. La 26a brigada australiana va atacar a mitjanit, ajudada per l'artilleria i per 30 tancs del 40è Regiment Reial de Tancs. Van capturar la posició i a 240 presoners. Els combats van continuar en aquesta zona durant la setmana següent, mentre que l'Eix provava de recobrir el petit turó que era vital per a la defensa.
Mentrestant, els bombardeigs nocturns de la força aèria van llançar 115 tones de bombes sobre els objectius del camp de batalla i 14 tones sobre la base de Stukas a Sidi Haneish, mentre que els caces nocturns patrullaven sobre la zona de batalla i les zones d'aterratge d'avançada.

### Tercera fase: El contraatac (26 - 28 d'octubre)

#### Dia D+3: dilluns, 26 de novembre
Quan Rommel tornà al nord d'Àfrica al vespre del 25 d'octubre, avaluant immediatament l'estat de la batalla. Les baixes, especialment al nord, eren particularment altes de resultes dels atacs aeris i l'artilleria incessant. La divisió Trento havia perdut la meitat de la seva infanteria i la major part de l'artilleria; la 164a lleugera havia perdut dos batallons i les divisions Littorio i 15a Panzer havien mantingut a ratlla els cuirassats aliats, encara que a un preu molt alt. La major part de la resta de les unitats estaven molt afeblides, tots els homes tenien la meitat de les racions, un gran nombre estava malalt i tot l'exèrcit de l'Eix només tenia combustible per a 3 dies.
Rommel estava convençut en aquells moments que l'atac principal seria en el nord, i estava decidit a reconquerir la Cota 29. Ordenà un contraatac contra la Cota 29 per part de les divisions 15a Panzer i 164a Lleugera i seccions del XX Cos italià, que havia de començar a les 15.00, però que no va arribar a res pel dur bombardeig d'artilleria i aeri al qual estaven sotmesos. Durant el dia també començà a moure les seves reserves cap on creia que seria el focus de la batalla: la 21a Panzer i la Ariete van moure's cap al nord durant la nit per reforçar la 15a Panzer, mentre que les divisions Littorio i 90a Lleugera a El Daba van rebre ordres per avançar, mentre que la divisió Trieste rebé l'ordre de substituir-les. La 21a Panzer i la Ariete van fer lents progressos durant la nit, mentre que eren durament bombardejats.
Tot i això, a Kidney, els britànics no van poder prendre avantatge dels tancs perduts. Cada cop que intentaven avançar eren aturats pel foc dels canons antitancs. L'ofensiva aliada estava aturada. Churchill bramava, és realment impossible trobar un general que pugui guanyar una batalla?
Per sort per als britànics, els bombarders torpediners Beaufort del 42è Esquadró de la RAF, adjuntats al 47è Esquadró, van enfonsar a Tobruk el petroler Proserpina, que era la darrera esperança que l'exèrcit de Rommel pogués rebre combustible.
Montgomery estava preocupat perquè l'ímpetu de l'ofensiva estava decaient. Per tant, decidí que durant els dos dies vinents, mentre que continuava el procés de desgast, aprimaria la seva línia del front per crear una reserva amb la qual restaurar el seu impuls. La reserva incloïa la divisió neozelandesa (amb la 9a Brigada Cuirassada), i les divisions cuirassades 10a i 7a.

#### Dia D+4: dimarts, 27 de novembre
En aquells moments, la batalla principal es concentrava als voltants de Tel el Aqqaquir i als turons de Kidney al final de la travessia de la 1a cuirassada pel camp minat. Una milla al nord-oest estava la zona de resistència coneguda com a "Woodcock", i a la mateixa distància al sud-oest estava "Snipe". Es planejà un atac en aquelles zones usant dos batallons de la 7a Brigada Motoritzada. A les 23.00 h del 26 d'octubre, el 2n batalló de The Rifle Brigade atacaria Snipe i el 2n Batalló del King's Royal Rifle Corps atacaria Woodcock. El pla era que la 2a Brigada Cuirassada passés al voltant del nord de Woodcock a l'alba següent, i la 24a al sud de Snipe. L'atac havia de comptar amb el suport de tota l'artilleria disponible dels Cossos X i XXX.
Ambdós batallons van tenir problemes per trobar el seu camí enmig de la foscor i la pols. A l'alba, el King's Royal Rifle Corps encara no havia arribat al seu objectiu i es va veure forçat a buscar cobertura i a cavar a una certa distància de Woodcock. La 2a Brigada de Fusellers havia tingut més sort i després dels esclats dels obusos havien arribat al seu objectiu després de trobar poca oposició.
A les 06.00 h, la 2a Brigada Cuirassada inicià el seu avanç i pogué avançar enmig de la fèrria oposició, de manera que no aconseguí enllaçar amb el King's Royal Rifle Corps fins al vespre. Poc després inicià el seu avanç la 24a Brigada Cuirassada i poc després establiren contacte amb la Brigada de Fusellers (tot i que durant una estona els bombardejaren per error). Després d'algunes hores de combats confusos que involucraren tancs de la Littorio i tropes i canons antitancs de la 15a Panzer que aconseguiren mantenir als tancs britànics lluny, tot i el suport dels canons antitancs de la Brigada de Fusellers.
Mentrestant, Rommel havia decidit llançar dos grans contraatacs usant les seves tropes de refresc. La 90a divisió lleugera intentà capturar la Cota 29, mentre que la 21a Panzer es dirigia cap a Snipe (el destacament de la Ariete havia tornat al sud).
A Snipe, el foc d'obusos i morters va ser constant durant tot el dia. A les 16.00 h Rommel llançà el seu atac principal. Els tancs italians i alemanys avançaren.isContra ells estava la Brigada de Fusellers, que disposava de tretze canons antitancs de 6 lliures amb sis més de la 239a bateria antitanc de la Royal Artillery. Encara que van estar a punt de ser superats en més d'una ocasió van mantenir la posició destruint 22 tancs alemanys i 10 d'italians. Els alemanys es van retirar, però per un error el grup es va retirar aquell vespre sense ser rellevats. El seu comandant, tinent coronel Victor Buller Turner va ser condecorat amb la Creu Victòria. Només un canó antitanc, de la 239a bateria, va ser portat de tornada.
Quan s'adonaren que ni Woodcock ni Snipe estaven en mans del Vuitè Exèrcit, la 133 Brigada d'Infanteria Lorried va ser enviada a capturar-los. A la 1:30 del 28 d'octubre, el 4t batalló del Royal Sussex Regiment va creure que estava a Woodcock i començà a atrinxerar-se. A l'alba, la 2a brigada cuirassada avançà per ajudar-los, però abans de contactar amb ells, el va rebre un contraatac i va haver de retirar-se amb greus pèrdues. Mentrestant, els altres dos batallons de la Brigada Lorried van moure's cap a Snipe i començaren a cavar, només per adonar-se'n l'endemà que encara estaven molt per sota del seu objectiu.
Encara més al nord, la 90a divisió lleugera atacà contra la Cota 29 durant el vespre del 27 d'octubre, però fracassà sota el dur bombardeig a què estava sent sotmès abans d'arribar on es trobaven els australians.
L'acció a Snipe és un episodi llegendari de la Batalla d'El Alamein, i és descrit a la història del regiment com el dia més famós de la guerra del regiment. Lucas-Phillips, al seu Alamein afirma que:
| « | El desert tremolava de la calor. Els destacaments i els escamots s'acurrucaven als seus forats i trinxeres, la suor corri a rius pels seus rostres coberts de pols. Hi havia una olor horrible. Les mosques pul·lulaven en núvols negres sobre els cossos morts i les ferides, turmentant als ferits. El lloc estava ple de tancs i transports en flames, armes i vehicles destruïts, i tot ple del fum i la pols dels explosius d'alta potència que esclataven i de les ràfegues dels fusells. | » |

#### Dia D+5-6: dimecres i dijous 27 i 28 d'octubre
El 28 d'octubre les divisions panzer 15a i 21a van portar a terme un decidit atac sobre el front cobert pel X Cos, però van ser aturats pel foc artiller, dels antitancs i dels tancs. Al vespre s'aturaren per reagrupar-se i llançar-se de nou a l'atac, però van ser bombardejats durant dues hores i mitja que evità que formessin.
En aquest moment, Montgomery ja havia ordenat a les formacions del X Cos a la zona de Woodcok-Snipe que passessin a la defensa, mentre que enfocava l'atac del seu exèrcit més cap al nord. La nit del 28-29 d'octubre, els australians van rebre l'ordre de realitzar un segon atac. La 20a Brigada d'Infanteria Australiana, amb el 40è Royal Tank Regiment de reforç es dirigiria al nord-oest des de la Cota 29 per formar una base per a la 26a Brigada d'Infanteria Australiana, amb el 46è RTR en suport per atacar cap al nord-est cap a una posició enemiga al sud de la via del tren coneguda com la "Thompson's Post", i d'allà pel ferrocarril cap a la carretera de la costa, d'on avançarien cap al sud-est per ocupar la rereguarda de les tropes de l'Eix al sortint de la costa. Llavors, la 3a brigada llançaria un atac des del sud-est cap al sortint.
La 20a brigada capturà els seus objectius amb pocs problemes, però les coses van ser més difícils per a la 26a brigada. Donades les distàncies a recórrer, les tropes que es desplaçaven en els tancs Valentine del 46è regiment del Royal Tank i en els seus transports, van haver de desmuntar aviat a causa de les mines i dels canons antitancs. La infanteria i els blindats es van separar durant el combat posterior amb el 125è regiment panzer grenadier i un batalló del 7è regiment Bersaglieri enviat a reforçar el sector i l'avanç s'aturà. Els australians van patir 200 baixes en aquest atac, i en general, van tenir 27 morts i 290 ferits.
Era clar que no hi havia suficients hores de foscor per reorganitzar-se, continuar l'atac i veure com acabava, de manera que se suspengué l'operació.
Els artillers antitancs italians havien lluitat ferotgement, i tots van morir durant l'atac o de resultes de les ferides rebudes, a excepció de 20 homes ferits que van ser capturats l'endemà al matí. En una placa dedicada als Bersaglieri, Rommel va escriure: El soldat alemany ha impressionat al món. Però el Bersagliere italià ha impressionat al soldat alemany.
Al final del dia, els britànics tenien 800 tancs operatius, mentre que l'Eix només tenia 148 tancs alemanys i 187 d'italians. Amb el petroler Luisiano enfonsat a la costa occidental de Grècia per un torpede llançat des d'un bombarder Wellington, Rommel declarà als seus comandants: ens serà impossible retirar-nos de l'enemic. No hi ha gasolina per a maniobrar. Només tenim una opció: és lluitar a El Alamein fins al final.
L'actuació dels australians al sortint havia alertat a Montgomery que Rommel havia usat la seva reserva al front i que la seva presència en aquell sector costaner suggeria que Rommel esperava que el proper gran atac de l'ofensiva del Vuitè Exèrcit seria en aquell sector. Montgomery decidí que aquest tindria lloc més al sud, en un punt del front situat a uns 4 km al sud de la Cota 29. L'atac tindria lloc la nit del 31 d'octubre / 1 de novembre, tan bon punt hagués completat la reorganització de la seva línia del front per crear les reserves necessàries per a l'ofensiva (tot i que finalment es posposà 24 hores). Per mantenir l'atenció de Rommel sobre el sector de la costa, Montgomery ordenà que es reprengués l'operació de la divisió australiana la nit del 30-31 d'octubre.

#### Dia D+7-9: divendres a diumenge, 31 d'octubre – 1 de novembre
Durant la nit del 30 d'octubre van continuar els plans previs australians, amb el seu tercer intent per arribar a la carretera. Tot i que no s'assoliren tots els objectius, al final de la nit s'havien assentat a la carretera i a la via del tren, convertint en precària la posició de l'Eix al sortint. El 31 d'octubre, Rommel formà un grup de batalla a partir de la 21a Divisió Panzer i llançà 4 atacs successius contra el "Thompson's Post". El combat va ser intens, arribant a la lluita cos a cos en diverses ocasions, però no comportà guanys territorials per a l'Eix. Entre els australians morts el 31 estava el Sergent William Kibby qui, per la seva heroïcitat mostrada des del 23 d'octubre i fins a la seva mort atacant en solitari amb una metralladora, va ser condecorat amb la Creu Victòria. El diumenge 1 de novembre, Rommel intentà desallotjar de nou als australians, però la seva lluita brutal i desesperada va acabar en no res, llevat la pèrdua d'homes i equip. L'única cosa que comportà va ser que les seves tropes van poder tornar a establir contacte amb el 125è Panzer Grenadier a la punta del sortint.
En aquells moments ja era obvi que Rommel havia perdut la batalla. La seva reserva de combustible seguia sent crítica: l'1 de novembre, dos vaixells més carregats amb combustible i munició, el Tripolino i el Ostia havien estat torpedinats i enfonsats des de l'aire al nord-oest de Tobruk. La mancança el va obligar a dependre més encara del combustible que el mariscal Kesselring li feia arribar via aèria des de Creta, malgrat les restriccions imposades pel dur bombardeig a què estaven sotmesos els aeroports cretencs i els esforços de la Desert Air Force per interceptar i abatre els avions de transport.
Rommel començà a planejar la retirada, retirant-se fins a Fuka, a uns 80 km a l'oest. Irònicament, després que els alemanys haguessin començat a retirar-se van arribar grans quantitats de combustible a Bengasi, però poc d'aquest combustible arribà al front, un fet que provocà que Kesselring intentés modificar lliurant-lo més a prop dels combats.

### Quarta fase: L'Operació Supercàrrega (1 – 2 de novembre)

#### Dia D+10: dilluns, 2 de novembre

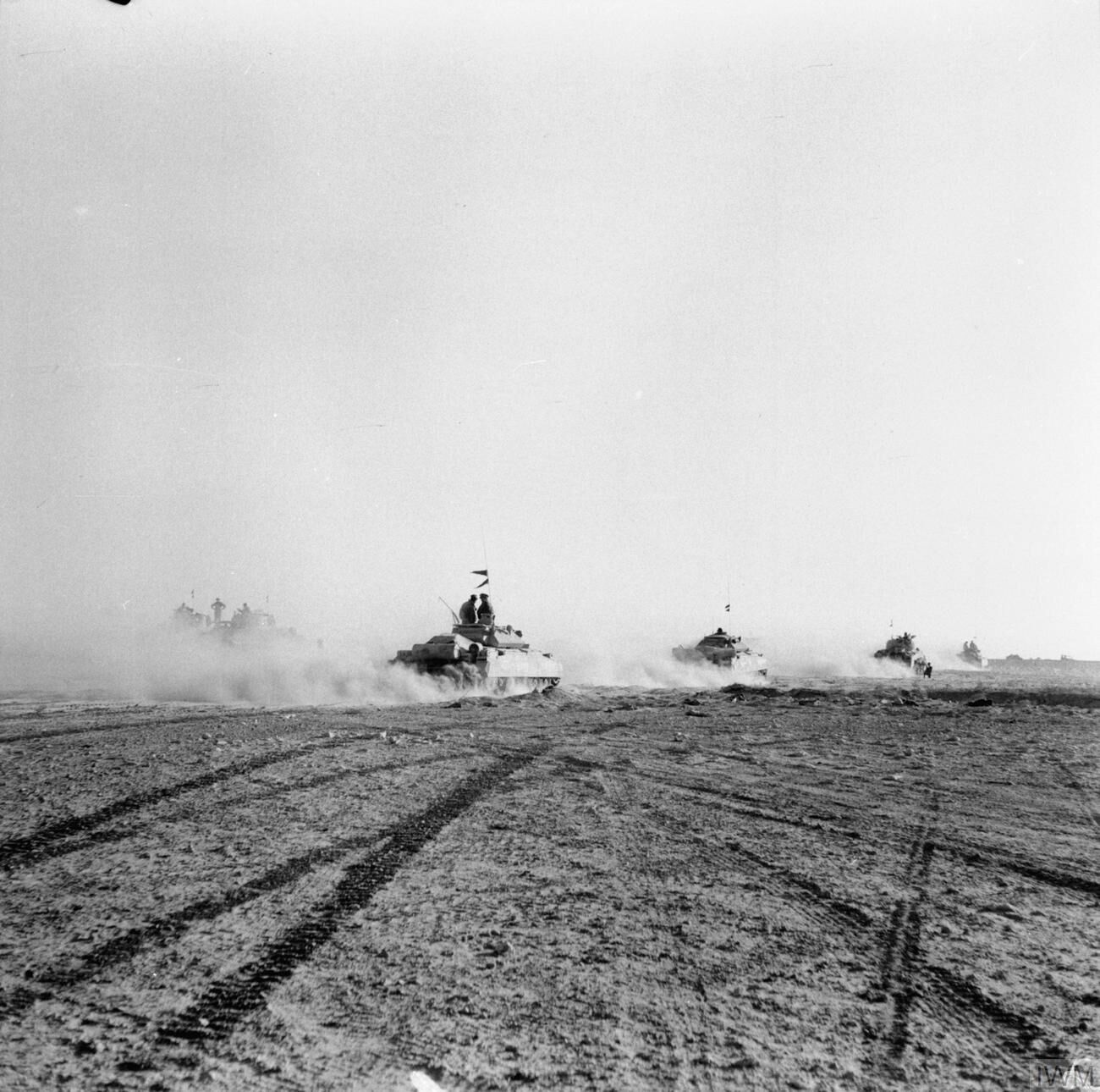
Els tancs aliats avancen per enfrontar-se als cuirassats alemanys després que la infanteria hagués obert camins als camps de mines de l'Eix a El Alamein.

Aquesta fase de l'operació començà el 2 de novembre a la 01:00, amb l'objectiu de destruir els blindats enemics, obligant-los a lluitar a camp obert, reduint les reserves emmagatzemades de combustible, atacant i ocupant les línies de subministrament enemigues i causant la desintegració de l'exèrcit enemic. La intensitat i la destrucció a Supercàrrega van ser molt majors del que ningú hagués esperat durant la batalla. L'objectiu de l'operació era Tel el Aqqaqir, la base de la defensa de l'Eix a uns escassos 5 km del punt de sortida a Kidney, i situat a la via lateral de Rahman.
L'amenaça inicial de Supercàrrega va ser portada a terme per la 2a divisió neozelandesa. El comandant de la divisió, el general Freyberg, havia tractat d'alliberar-se de la tasca, perquè estaven per sota de la seva força i havien perdut una brigada. Però, a la 5a brigada d'infanteria neozelandesa i al 28è batalló maorí se'ls afegí la 151a Brigada de Durham de la 50a divisió, la 152a Brigada de Seaforth i Camerons de la 51a divisió Highland i la 151a Brigada Royal Sussex Lorried. A més, la divisió rebé la 9a Brigada Cuirassada Britànica.
Com ja havia succeït en l'Operació Peu Lleuger, el pla era que dues brigades d'infanteria (la 151a a la dreta i la 152a a l'esquerra), ajudades cadascuna per un regiment de tancs (el 8è i el 50è, respectivament) avançarien per obrir un pas enmig de les mines. Un cop haguessin assolit els seus objectius, a 3,7 km de distància, la 9a Brigada Cuirassada passaria coberta per una cortina de foc d'artilleria i obriria una bretxa a les defenses de l'Eix al pas de Rahman, a uns 1.800 m més endavant, mentre que la 1a divisió cuirassada a continuació arribaria fins a camp obert per enfrontar-se a les reserves blindades de Rommel.
Supercàrrega s'inicià amb un bombardeig aeri de 7 hores enfocat sobre Tel el Aqqaqir i Sidi Abd el Rahman, seguit d'una barrera de foc de quatre hores i mitja de duració amb 360 canons disparant 15.000 projectils. L'assalt de les dues brigades s'inicià a les 01.05 h el 2 de novembre, assolint la majoria dels seus objectius segons el programa previst i amb baixes moderades. A la dreta de l'atac principal, el batalló Maorí capturà posicions per protegir el flanc dret del nou sortint i el 133è Lorried va fer el mateix, però a l'esquerra. Els enginyers neozelandesos van netejar 5 línies de foc enmig de les mines, permetent que el regiment de vehicles cuirassats arribés a camp obert i passés el dia impedint les comunicacions de l'Eix.
La 9a Brigada Cuirassada havia començat la seva marxa d'aproximació a les 20.00 h del'1 de novembre des de l'estació ferroviària d'El Alamein amb uns 130 tancs, arribant a la seva línia d'inici amb només 94 tancs preparats per a l'acció. La brigada havia d'haver començat el seu atac cap a Tel el Aqqaqir a les 05.45 h amb una barrera; però l'atac es posposà 30 minuts mentre que la brigada es reagrupava d'acord amb les ordres de Currie. A les 06.15 h, una hora i mitja abans de l'alba, els 3 regiments de la brigada van avançar cap a la línia dels canons.
| «                                     | Ens vam adonar que, per als tancs, atacar una paret de canons sonava com una altra Balaclava, és pròpiament una feina per a la infanteria. Però no hi havia infanteria disponible. Així que els tocava fer-ho als nostres tancs. | » |
| — Tinent General Sir Bernard Freyberg | |   |

El Brigadier Currie havia intentat evitar que la brigada hi participés, afirmant que creia que la brigada atacaria en un front massa ample sense reserves, i que potser tindria fins a un 50% de pèrdues. El tinent general Freyberg li va respondre que Montgomery era conscient del risc i havia acceptat la possibilitat de tenir unes baixes del 100% a la 9a Brigada Cuirassada per tal d'aconseguir trencar les línies enemigues, però en vista de la promesa que serien seguits per la 1a Divisió Cuirassada, el risc no seria tan gran com tot això.
Els canons antitancs dels italians i els alemanys (principalment Pak38 i canons italians de 47 mm, juntament amb 24 dels formidables canons antiaeris de 88 mm) van obrir foc contra els tancs que s'apropaven, perfilats contra el sol naixent. Els tancs alemanys, que havien penetrat entre els Royal Wiltshire Yeomanry i els Warwickshire Yeomanry també causaren moltes baixes. Els tancs britànics van atacar el sector Folgore, lluitant amb bombes de petroli i foc de morter, així com amb els obsolets canons italians de 47 mm.
La pantalla de foc de l'Eix començà a causar un gran nombre de baixes entre els tancs atacants, però no va aconseguir aturar-los, i durant l'hora i mitja següent van ser destruïts 35 canons i es van capturar diversos centenars de presoners.
La 9a Brigada Cuirassada havia iniciat l'atac amb 94 tancs, dels quals només en quedaven 24 (tot i que diversos es podien reparar) i dels 400 tripulants dels tancs que participaren en l'atac van haver 230 baixes, entre morts, ferits i capturats.
"Si els tancs britànics tenien algun deute amb la infanteria del Vuitè Exèrcit, el deute es va satisfer el 2 de novembre per la 9a Cuirassada en heroisme i sang
Després de l'acció de la brigada, el Brigadier Gentry de la 6a Brigada Neozelandesa va avançar per veure l'escena. En veure al Brigadier Currie adormit a una llitera, se li apropà tot dient "Lamento haver-te de despertar, John, però m'agradaria saber on estan els teus tancs?" Currie va assenyalar amb la mà cap a un grup de tancs al seu voltant, dient-li "Aquí estan". Gentry estava sorprès. "No em refereixo als tancs del teu quarter general, vull dir els teus regiments cuirassats. On estan?". Currie els senyalà amb la mà i de nou replicà: "Aquí tens els meus regiments, Bill".
La brigada s'havia sacrificat sota el foc enemic i havia causat molts danys, però havia fracassat en l'intent d'obrir una escletxa per on pogués penetrar la 1a Divisió Cuirassada; tot i això, poc després de l'alba, la 1a Divisió Cuirassada començà a desplegar-se i les restes de la 9a Brigada Cuirassada van passar al seu comandament. La 2a Brigada Cuirassada anava davant de la 9a, i a mig matí, la 8a Brigada Cuirassada havia arribat a la seva esquerra i rebé l'ordre d'avançar cap al sud-oest. En la dura lluita durant el dia els britànics van fer escassos progressos. A les 11.00 h del 2 de novembre, les restes de les divisions cuirassades 15a i 21a Panzer i Littorio van contraatacar la 1a Divisió Cuirassada i les restes de la 9a Brigada, que en aquells moments estaven sota una pantalla de canons antitancs i de foc aeri de suport. El contraatac fracassà sota una catifa de bombes i obusos, resultant en la pèrdua de 100 tancs.

Montgomery observa l'avanç dels tancs aliats (novembre de 1942)

Encara que el X Cos havia fracassat en el seu intent de travessar les línies de l'Eix, havia aconseguit complir el seu objectiu de trobar i destruir els tancs enemics. Tot i que les pèrdues de tancs van ser aproximadament iguals, aquesta pèrdua només representava una porció de les pèrdues totals de blindats britànics, però en canvi eren la majoria dels tancs de Rommel; el nombre de tancs útils de l'Afrika Korps va caure a 70, mentre que sumant les pèrdues de la 9a, la 2a i la 8a Brigades Cuirassades, les pèrdues sumaven 14 tancs entre totes, a més de 40 tancs malmesos o destruïts. Aquell combat seria conegut posteriorment com a "Hammering of the Panzers" (el Martell dels Panzers).
Mentrestant, a darrera hora del vespre i inici de la matinada, les brigades 133 Lorried i 151a, de nou sota el comandament de la 51a divisió d'infanteria, van atacar respectivament les posicions Snipe i Skinflint (a 1,5 km de Snipe), per tal d'obtenir una base per a operacions futures. La concentració d'artilleria pesant que acompanyà el seu avanç va superar l'oposició de la divisió Trieste i l'operació va concloure amb poques baixes.
La nit del 2 de novembre, Montgomery posà de nou remogué
 la seva infanteria per tal de passar 4 brigades (la 151a, la 154a, la 5a neozelandesa i la 5a Índia) a la reserva del XXX Cos per preparar el nou atac. També reforçà el X Cos movent la 7a divisió cuirassada de la reserva i enviant a la 4a Brigada Cuirassada del XIII Cos al sud.
El General von Thoma informà Romel que aquella nit tindria com a molt 35 tancs disponibles per lluitar l'endemà, i que la seva artilleria i el seu armament antitancs havia quedat reduït a un terç des de l'inici de la batalla. Rommel va concloure que per tal d'evitar un gran avanç que comportaria la completa destrucció de les seves forces havia de començar a retirar-se cap a la posició Fuka segons els plans previstos. Va cridar a la divisió Ariete del sud perquè s'unís al XX Cos mòbil italià als voltants de Tel el Aqqaqir. Les seves forces mòbils (el XX Cos, l'Afrika Korps, la 9a Divisió Lleugera i la 19a Divisió d'Artilleria) van rebre l'ordre de realitzar una retirada combatent, mentre que les altres formacions haurien de retirar-se com poguessin amb els pocs transports de què disposaven.

#### Dia D+11: dimarts, 3 de novembre
A les 20.30 h del 2 de novembre, Lumsden decidí que un esforç més del seu X Cos comportaria la destrucció de la pantalla d'artilleria del pas de Rahman, i ordenà a la 7a Brigada Motoritzada que perseguís els camions en un front de 3 km al nord de Tell el Aqqaqir. Les brigades cuirassades 2a i 8a passarien enmig de la infanteria a una distància d'uns 5 km. El matí del 3 de novembre, la 7a divisió cuirassada passaria i giraria cap al nord dirigint-se cap a l'estació ferroviària de Ghazal. La 7a Brigada Motoritzada inicià la marxa a la 1:15 del 3 de novembre, però va rebre les seves ordres tard i no va poder reconèixer el terreny a la llum del dia. Això, juntament amb una dura resistència, comportaren el fracàs del seu atac. Com a conseqüència, es modificaren les ordres per a les tropes cuirassades, i la 2a Brigada Cuirassada va haver d'encarregar-se de donar suport al batalló d'avantguarda de la 133a Brigada Lorried (el 2n King's Royal Rifle Corps ), i la 8a Brigada Blindada va haver de dirigir-se al sud-oest. Els combats van continuar durant el 3 de novembre, però la 2a blindada va veure's aturada per seccions de l'Afrika Korps i de la divisió Littorio. Més al sud, la 8a brigada blindada va haver de recular davant d'unitats antitancs ajudades pels tancs de la recentment arribada divisió Ariete.

### Cinquena fase: La Fugida (3 – 7 de novembre)
El 2 de novembre, Rommel va fer saber a Hitler que: l'Exèrcit està tan exhaust després de 10 dies de combats que actualment no és capaç d'oferir cap oposició efectiva al proper atac enemic... Amb la nostra gran escassetat de vehicles una retirada ordenada de les tropes no motoritzades sembla impossible... En aquestes circumstàncies hem de reconèixer, finalment, la gradual destrucció de l'exèrcit. A les 13.30 h de l'endemà, Rommel va rebre la resposta:
Al Mariscal de Camp Rommel. És en la total confiança del vostre lideratge i del coratge de les tropes germano-italianes a les vostres ordres que el poble alemany i jo mateix seguim l'heroica lluita a Egipte. En la situació en què us trobeu no hi pot haver cap altra idea que la de mantenir-se ferm i no cedir i un sol metre de terreny i de llançar tots els homes i totes les armes a la batalla. S'estan enviant considerables reforços aeris al Comandant en Cap Sud. El Duce i el Commando Supremo també estan realitzant tots els esforços possibles per tal que pogueu continuar la lluita. El vostre enemic, malgrat la seva superioritat, també ha d'estar al límit de la seva força. No serà la primera vegada en la història que una forta voluntat ha triomfat sobre batallons majors. Mostreu a les vostres tropes que no hi ha cap altra camí que el de la victòria o la mort. Adolf Hitler.
Rommel pensà que l'ordre (semblant a una que havia rebut de Mussolini a través del Comando Supremo) "demanava l'impossible... Estàvem totalment atordits, i per primera vegada en tota la campanya d'Àfrica no sabia què fer. Ens va agafar una mena d'apatia mentre donàvem ordres a totes les posicions existents per seguir les instruccions rebudes des de la més alta autoritat."
Rommel decidí comprometre's: els Cossos italians X i XXI i la 90a Divisió Lleugera es mantindrien ferms, mentre que l'Afrika Korps es retiraria uns 10 km durant la nit del 3 de novembre, amb el XX Cos italià i la divisió Ariete reforçaven la seva posició. Llavors respongué a Hitler confirmant la seva decisió de mantenir el camp de batalla.
Mentrestant, la Desert Air Force continuava atacant constantment. Va ser el seu dia de més acció en tota la batalla, realitzant 1.208 sortides i llançant 396 tones de bombes durant les 24 hores del 3 de novembre.
La nit del 3 de novembre, Montgomery llançà a Rahman 3 de les brigades d'infanteria que havia mantingut en reserva. A les 17.45 h, la 152a Brigada d'Infanteria, amb el 8è Regiment Cuirassat de reforç atacà a uns 3 km al sud de Tel el Aqqaqir. La 5a Brigada Índia atacaria la pista a 6 km al sud durant les primeres hores del 4 de novembre, i a les 6.15 h, la 154a brigada d'infanteria atacaria Tel el Aqqaqir. El primer d'aquests atacs, després d'haver dit erròniament que l'enemic s'havia retirat dels seus objectius, es va trobar amb una forta resistència. Les fallades en les comunicacions causaren problemes i les seccions d'infanteria a l'avantguarda van acabar molt per sota del seu objectiu. En el moment en què la 5a brigada índia començava a retirar-se també ho feien els seus defensors, i l'objectiu finalment es va aconseguir capturar virtualment sense oposició. La 154a brigada avançà, i tot i que es trobà amb algun bombardeig, va trobar-se que l'enemic s'havia retirat.

#### Dia D+12: divendres, 4 de novembre
El 4 de novembre, el pla del 8è Exèrcit per a la persecució va iniciar-se a l'alba. No hi havia unitats de refresc disponibles i, per tant, les divisions cuirassades 1a i 7a van haver de dirigir-se cap al nord per tal d'esclafar les unitats d'avançada de l'Eix i la 2a divisió neozelandesa, amb dues brigades d'infanteria muntades en camions i la 9a Cuirassada i la 4a Lleugera van haver de dirigir-se a l'oest per pistes pel desert fins a l'escarpa de Fuka, a uns 100 km de distància. Els neozelandesos van tenir un mal inici perquè les unitats que havien de participar-hi estaven disperses després dels recents combats i els va costar temps concentrar-se. Els passos a través dels camps de mines estaven congestionades i trencades, la qual cosa va retardar encara més les coses. Al vespre, Freyberg havia reunit la seva força a només 24 km a l'oest de la pista de Rahman, tot i que la 9a Brigada Blindada encara estava a la pista, i la 6a Brigada neozelandesa encara es trobava més endarrerida.
El pla perquè la 1a i la 7a divisions cuirassades atrapessin la 90a Divisió Lleugera també tenia problemes. La 1a Blindada va trobar-se amb les restes de la 21a Panzer i va haver de passar la major part del dia fent-les retrocedir 13 km. Mentrestant, la 7a Blindada s'enfrontava a la Ariete, que va acabar anihilada després d'oferir una dura resistència.
Aquell dia, a més de la divisió Ariete, els aliats també van destruir la divisió Littorio i la motoritzada Trieste. La divisió cuirassada Ariete, comandada pel General Francesco Arena va lluitar valentament: la ràdio de Berlín afirmà que en el seu sector els britànics havien hagut de pagar la seva penetració amb enormes pèrdues en homes i material. Els italians van lluitar fins al darrer home. El soldat Sid Martindale, del 1r batalló dels Argyll & Sutherland Highlanders, va escriure sobre la 25a divisió d'infanteria "Bologna", que havien rebut tot el pes de l'atac blindat britànic: "Com més avançàvem més ens adonàvem que els italians no havien lluitat gaire després que oferissin una decidida resistència al nostre avanç inaturable i van començar a rendir-se als nostres soldats en massa. No hi havia molt a veure, però avançàvem a través d'un munt de tancs italians cremats que havien estat destruïts pels nostres tancs. Jo mai no havia vist un camp de batalla abans, i el lloc amb tants morts era nauseabund". La Bologna i les restes de la Trento van intentar continuar maxar d'El Alamein lluitant, i van marxar cap al desert sense aigua, menjar o transport, abans d'haver-se de rendir exhausts i morint de deshidratació. S'informà que el Coronel Dall'Olio, comandant de la Bologna, es rendí dient "Hem deixat de disparar no perquè ho vulguem, sinó perquè hem usat tots els carregadors". En u acte simbòlic de desafiament final, ningú de la Bologna va aixecar les mans. Harry Zinder, de la revista Time, advertí que els italians lluitaven millor del que s'esperava d'ells, i comenta que pels italians "Era una terrible decepció pels seus aliats alemanys. Han lluitat bé. Al sud, la famosa divisió paracaigudista Folgore va lluitar fins al darrer carregador de munició. Dues divisions cuirassades i una motoritzada, que han estat situades enmig de les divisions alemanyes, van pensar càndidament que se'ls permetria retirar-se amb la 21a, la 15 i la 19a lleugera[sic] de Rommel. Però fins i tot se'ls negà això. Quan ja era obvi que Rommel tenia poques oportunitats de retenir res entre El Daba i la frontera, els seus Panzers es van dissoldre, desintegrar i van girar cua, deixant que els italians lluitessin a rereguarda."

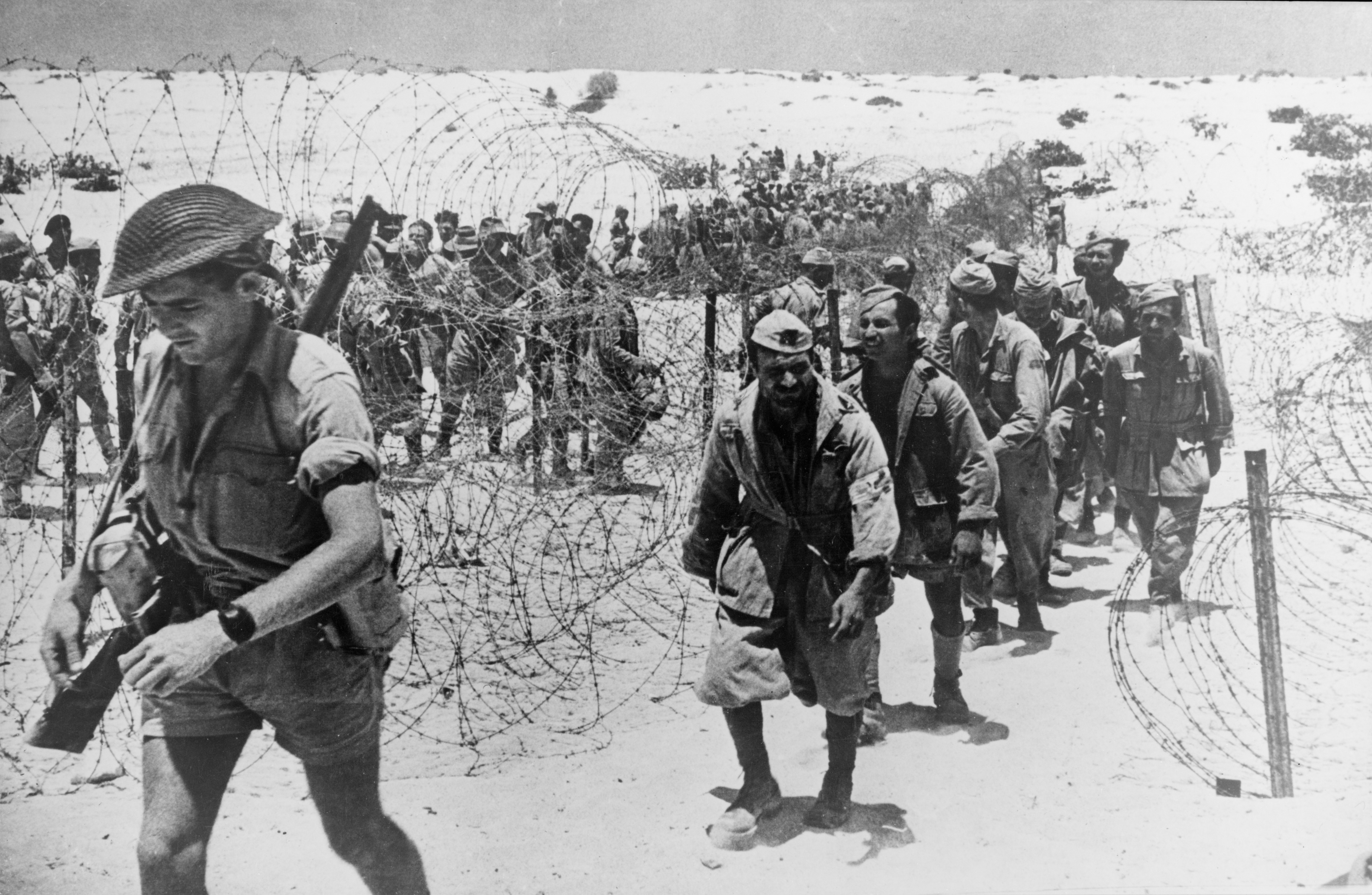
Presoners italians capturats a El Alamein.

A darrera hora del matí del 4 de novembre, Rommel s'adonà que la seva situació era greu: la imatge a primera hora de la tarda del 4 era com segueix: unes poderoses forces cuirassades enemigues... han fet un forat de 20 km al nostre front, pel qual estan penetrant grans cossos de tancs dirigint-se cap a l'oest. Com a resultat de tot això, les nostres tropes al nord estan amenaçades en quedar encerclades per formacions enemigues que són fins a 20 vegades superiors en nombre de tancs... No tenim reserves, i tots els homes i armes disponibles han sigut posats al front. I ara ha arribat, allò que hem fet tot el possible per evitar – el nostre front trencat i un enemic totalment motoritzat atacant la nostra rereguarda. Les ordres superiors ja no compten per més. Hem de salvar tot allò que es pugui salvar".
Rommel telegrafià a Hitler per demanar autorització per retirar-se fins a Fuka. Von Thoma va ser capturat, i arribaven informes conforme les divisions Ariete i Trento havien quedat rodejades. A les 17.30 h, incapaç d'esperar més una resposta de Hitler, Rommel donà les ordres per retirar-se.
A causa del transport insuficient, la majoria de les formacions italianes d'infanteria van ser abandonades a la seva sort. Qualsevol oportunitat de treure-les d'allà mitjançant un moviment anterior va ser impossibilitada per la insistència dels dictadors que Rommel mantingués el terreny, obligant-lo a mantenir les unitats italianes sense motoritzar al front fins que va ser massa tard.
Per tal d'aprofundir amb els èxits dels blindats, la 1a Divisió Cuirassada va ser dirigida cap a El Daba, a uns 25 km de la costa, i la 7a Blindada vap a Galal, a uns altres 25 km a l'oest pel ferrocarril. Mentrestant, el grup neozelandès esperava assolir el seu objectiu a mig matí del 5 de novembre, però va ser aturat pel foc d'obusos quan s'obriren pas pel que va acabar resultant un camp de mines fals, i la 15a Panzer va aconseguir arribar-hi abans.

#### Dia D+13: dissabte, 5 de novembre
Montgomery s'adonà que per tal d'acabar amb l'enemic necessitaria penetrar encara més amb els blindats. La 7a Cuirassada va haver de travessar el camp per interceptar-los a la carretera de la costa a Sidi Haneish, a uns 100 km a l'oest de la pista de Rahman, mentre que la 1a Cuirassada, en aquells moments a l'oest d'El Dada, hauria de fer un gran rodeig pel desert fins a Bir Khalda, a uns 130 km a l'oest de la pista de Rahman, en preparació a pujar i tallar la carretera de Mersa Matruh. Cap dels dos moviments es resolgué amb èxit. A la 7a Cuirassada li van faltar 32 km per arribar al seu objectiu; i la 1a Cuirassada decidí recuperar el temps amb una marxa nocturna, però en la foscor, els blindats es van separar dels seus vehicles de suport, i com a conseqüència es van quedar sense combustible el 6 de novembre, a només 25 km de Bir Khalda.
La força aèria seguí volant per donar-los suport, però a causa de l'àmplia punta de llança de diverses unitats del X Cos els va ser difícil establir zones de demarcació per bombardejar en les quals s'assumís que qualsevol vehicle o soldat que hi trobessin eren enemics i se'ls podia atacar lliurement.

#### Dia D+14: diumenge, 6 de novembre
A les 11.00 h del 6 d'octubre, els vehicles B Echelon començaren a tornar a connectar amb la 1a Divisió Blindada, però només aconseguiren carregar combustible dos dels regiments blindats, que marxaren de cop amb l'esperança d'arribar a temps per tallar la retirada a l'enemic. Tot i això, tornaren a quedar-se sense combustible de nou a només 48 km al sud-oest de Mersa Matruh. Al vespre del 5 de novembre un comboi de combustible sortí des d'El Alamein però el seu avanç va ser lent perquè els camions anaven molt plens. A migdia del 6, va començar a ploure i l'avanç es va alentir encara més, quan encara es trobaven a 65 km del punt de trobada previst amb els vehicles de suport de la 1a Blindada.
El matí del 6 de novembre, la 2a divisió neozelandesa avançà cap a Sidi Haneish, mentre que la 8a brigada blindada es movia cap a l'oest des de Galal per ocupar els camps d'aviació de Fuka. A uns 25 km al sud-oest de Sidi Haneish, la 7a Divisió Blindada s'havia llançat sobre la 21a Panzer i el Grup de Reconeixement Voss. Va haver-hi diversos combats durant el dia, durant els quals la 21 Panzer va perdre 16 tancs i nombrosos canons, escapant per poc del setge.
Un cop més la força aèria va tenir problemes per identificar els objectius, però durant el dia, els bombarders pesats americans van atacar Tobruk, enfonsant el Etiopia (2.153 tones), i després van atacar Bengasi, enfonsant el Mars i incendiant el petroler Portofino (6.424 tones).

#### Dies D+15-18: dissabte 7 a dimecres 11 de novembre
El 7 de novembre, les pobres condicions del terreny després de la pluja i la manca de combustible van fer que la 1a i la 7a divisions cuirassades haguessin d'estar aturades. La 10a divisió cuirassada, amb l'avantatge d'avançar per la carretera de la costa i amb combustible de sobres va llançar els seus tancs cap a Mersa Matruh mentre que la seva infanteria avançava cap a la carretera a l'oest de Galal.
Rommel intentà portar a terme una acció de retard a Sidi Barrani, a uns 130 km a l'oest de Matruh, per tal de donat temps a les seves forces en retirada per travessar el coll d'ampolla pels passos de Halfaya i Sollum. Les darreres rereguardes van abandonar Matruh la nit del 7/8 de novembre però només van poder-lo mantenir fins al vespre del dia 9. Al vespre del 10, la divisió neozelandesa, dirigint-se cap a Sollum, tenia la 4a brigada lleugera a peu del pas de Halfya, mentre que la 7a Divisió Blindada estava fent un altre rodeig per capturar Fort Capuzzo i Sidi Azeiz. El matí de l'11 de novembre, la 5a brigada d'infanteria neozelandesa tancà el pas capturant 600 presoners italians.
Al final del dia 11, la frontera egípcia estava neta, però Montgomery va ser forçat a ordenar que continués la persecució amb els vehicles blindats i l'artilleria, donada la dificultat de portar subministraments a grans formacions a l'oest de Bardia fins que poguessin posar-se al dia les infraestructures de subministraments.

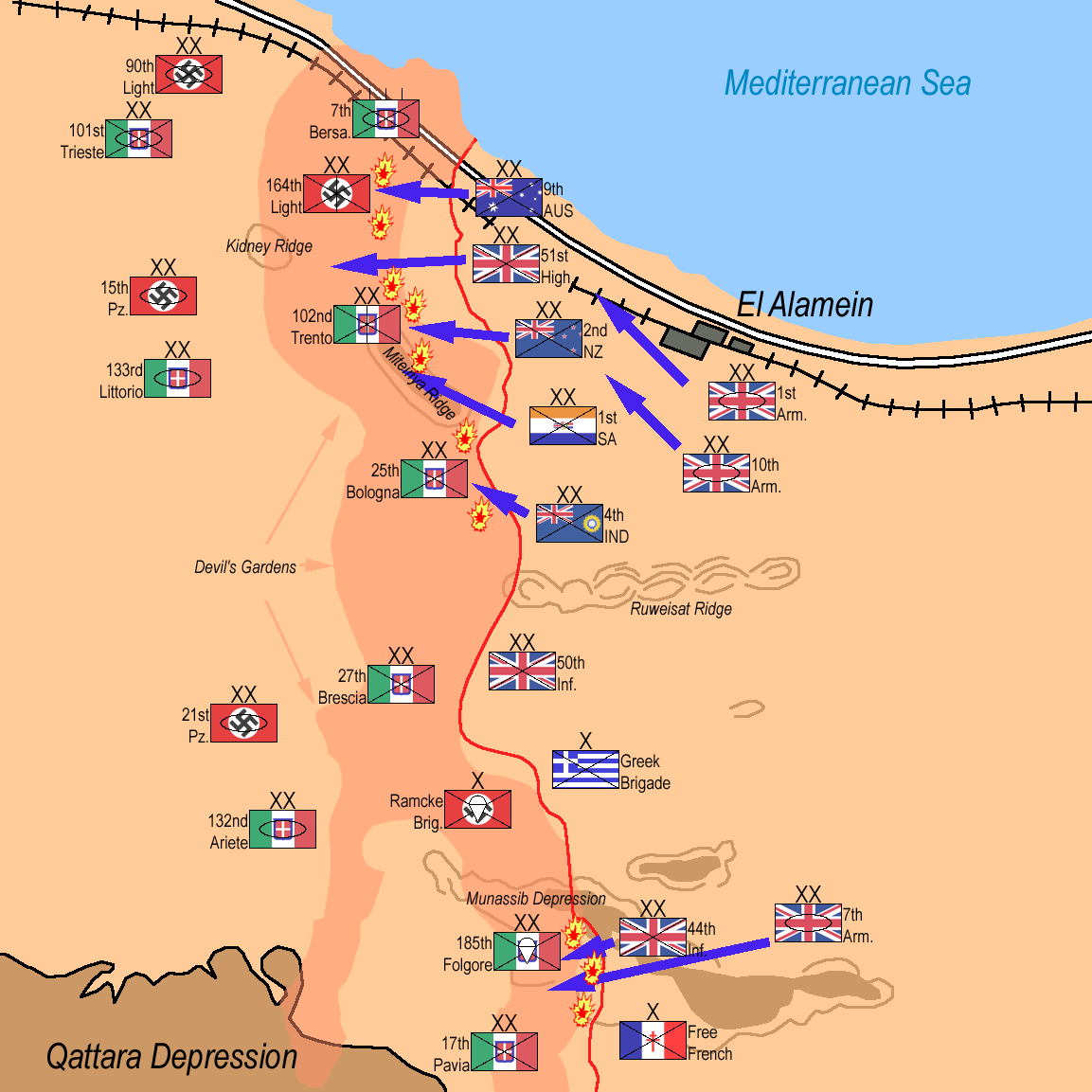
Atac de les Forces Aliades: 23 d'octubre 22:00
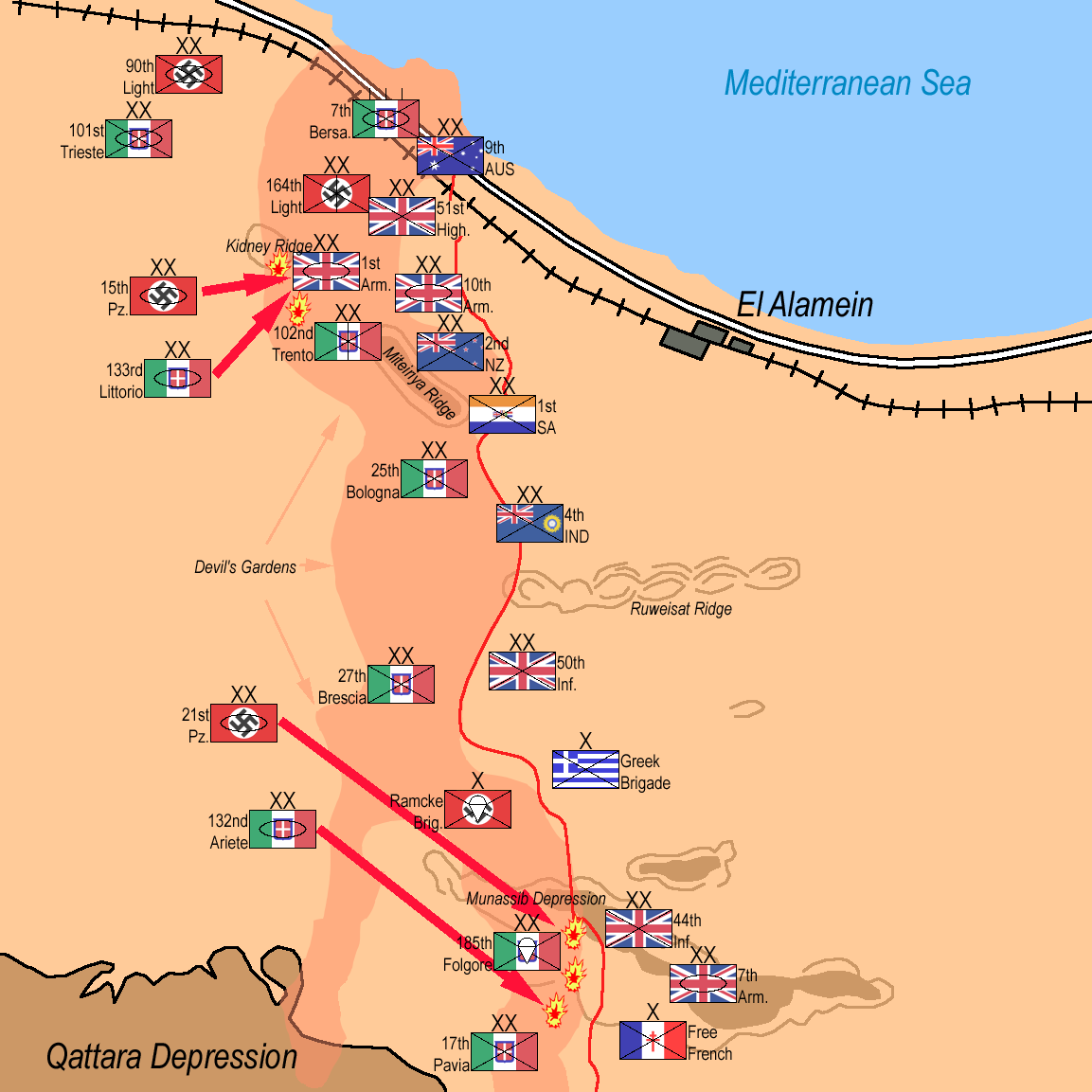
Contraatac de les divisions cuirassades de l'Eix: 24 d'octubre 18:00
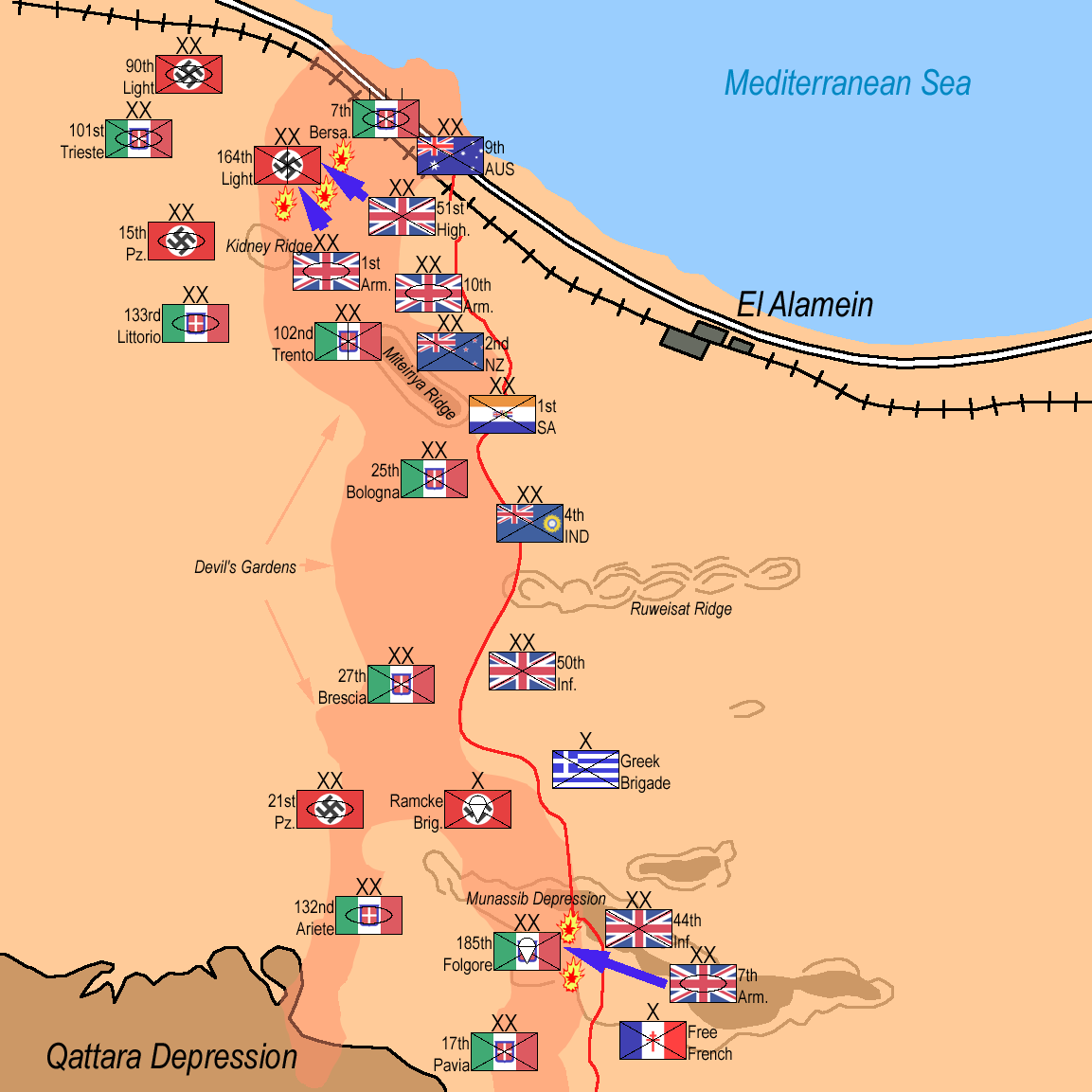
Temptativa Aliada de superar les defenses de l'Eix: Nit del 25 d'octubre
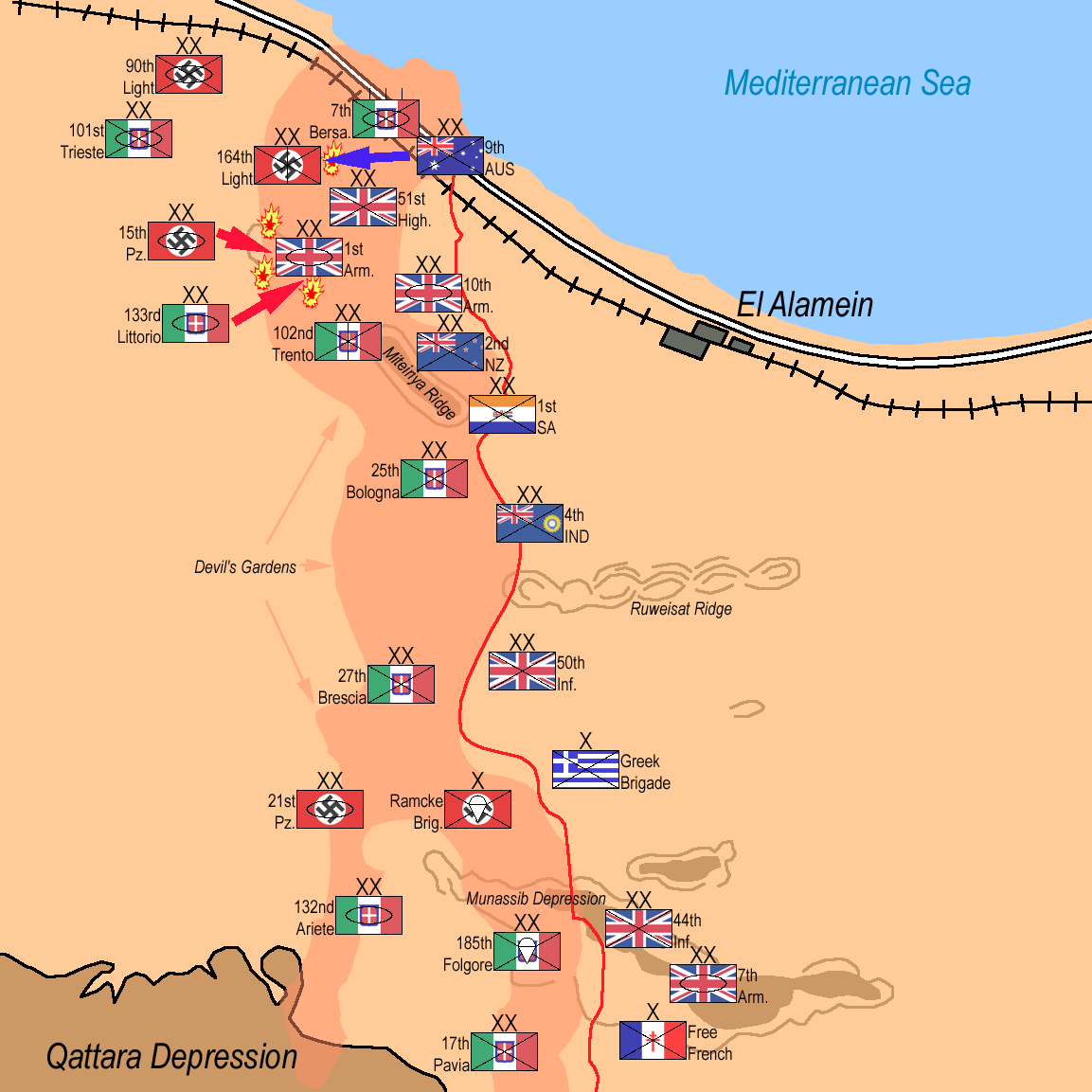
Contraatac de l'Eix i atac de la 9a Divisió Australiana: Vespre del 25 d'octubre
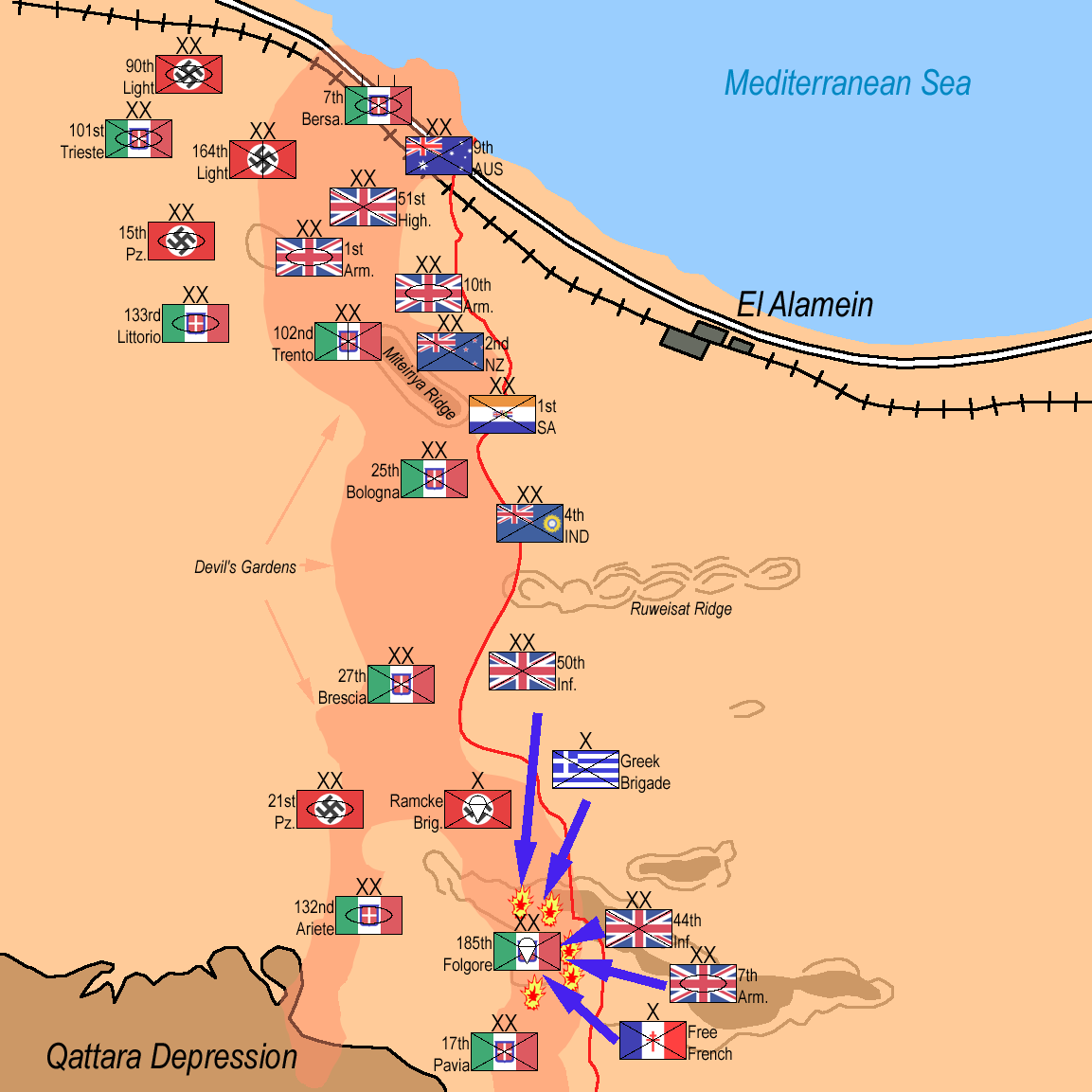
Atac en 3 direccions de la Divisió Paracaigudista Folgore: 25 d'octubre 22:30 fins al 26 d'octubre 3am
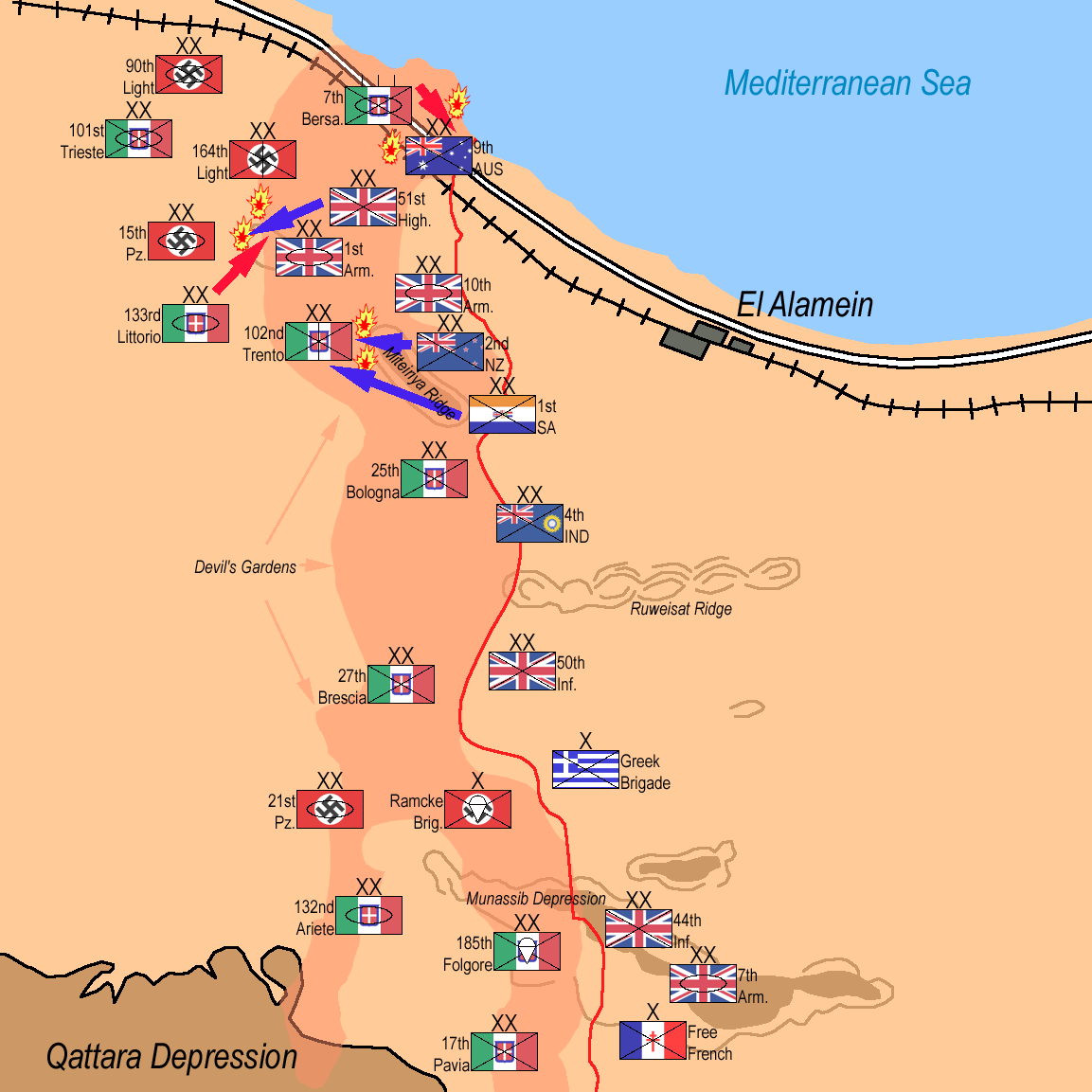
Avanç Aliat: la 51a Divisió Highland captura el pas Kidney – contraatac de la divisió blindada Littorio: 26 d'octubre 17:00
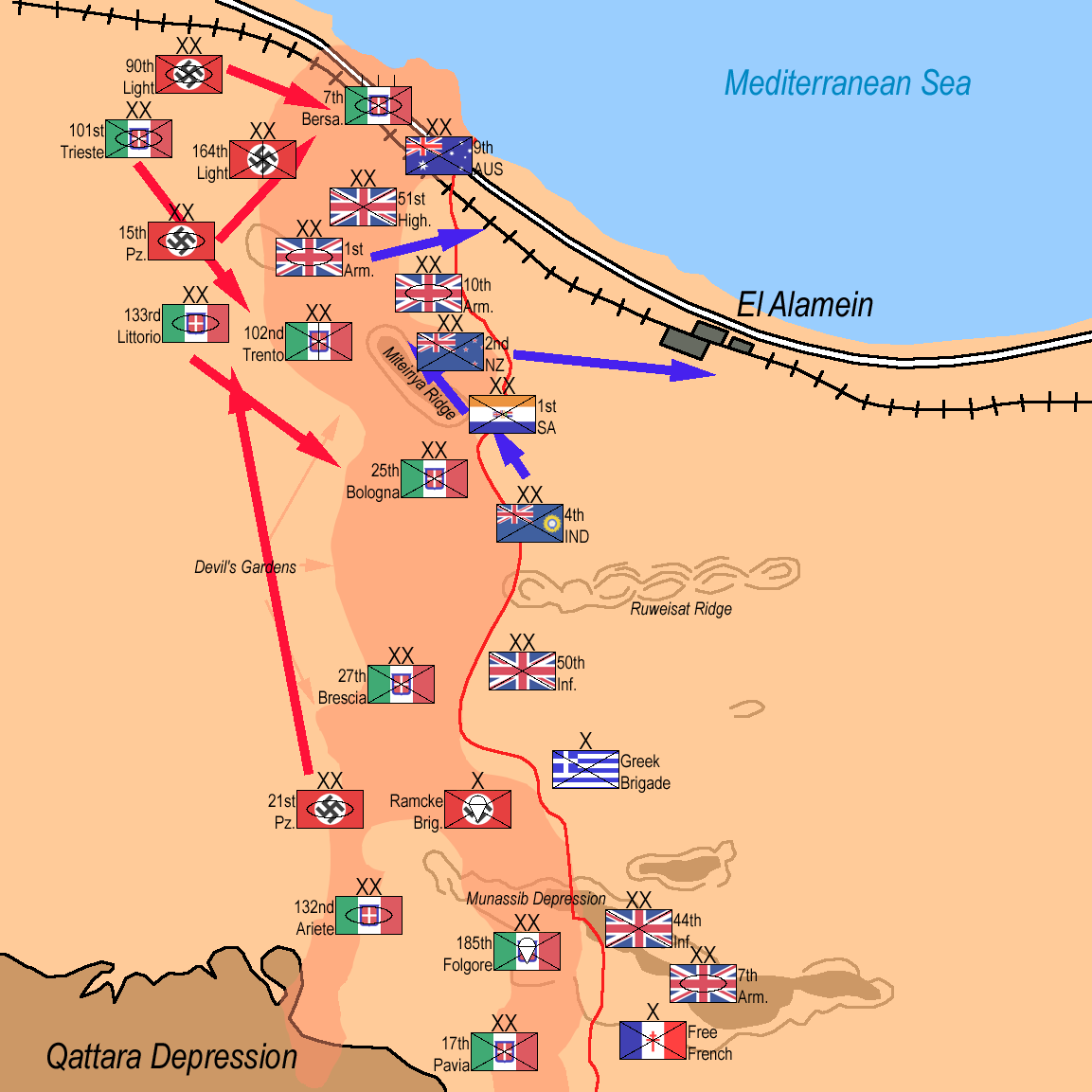
Ambdós bàndols redespleguen les seves forces: nit del 26 al 27 d'octubre
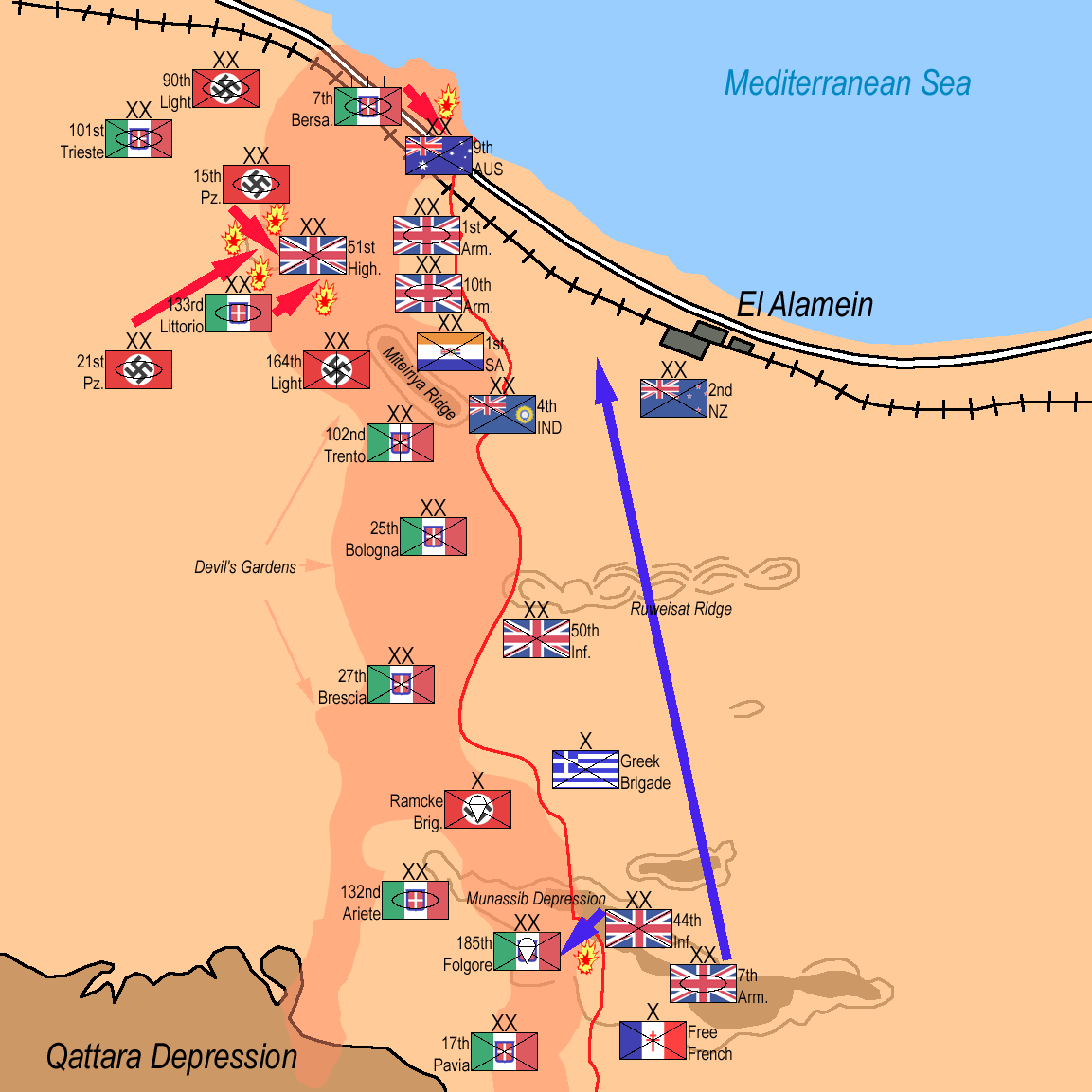
L'Eix fracassa en la reconquesta del pas Kidney: 27 d'octubre 08:00
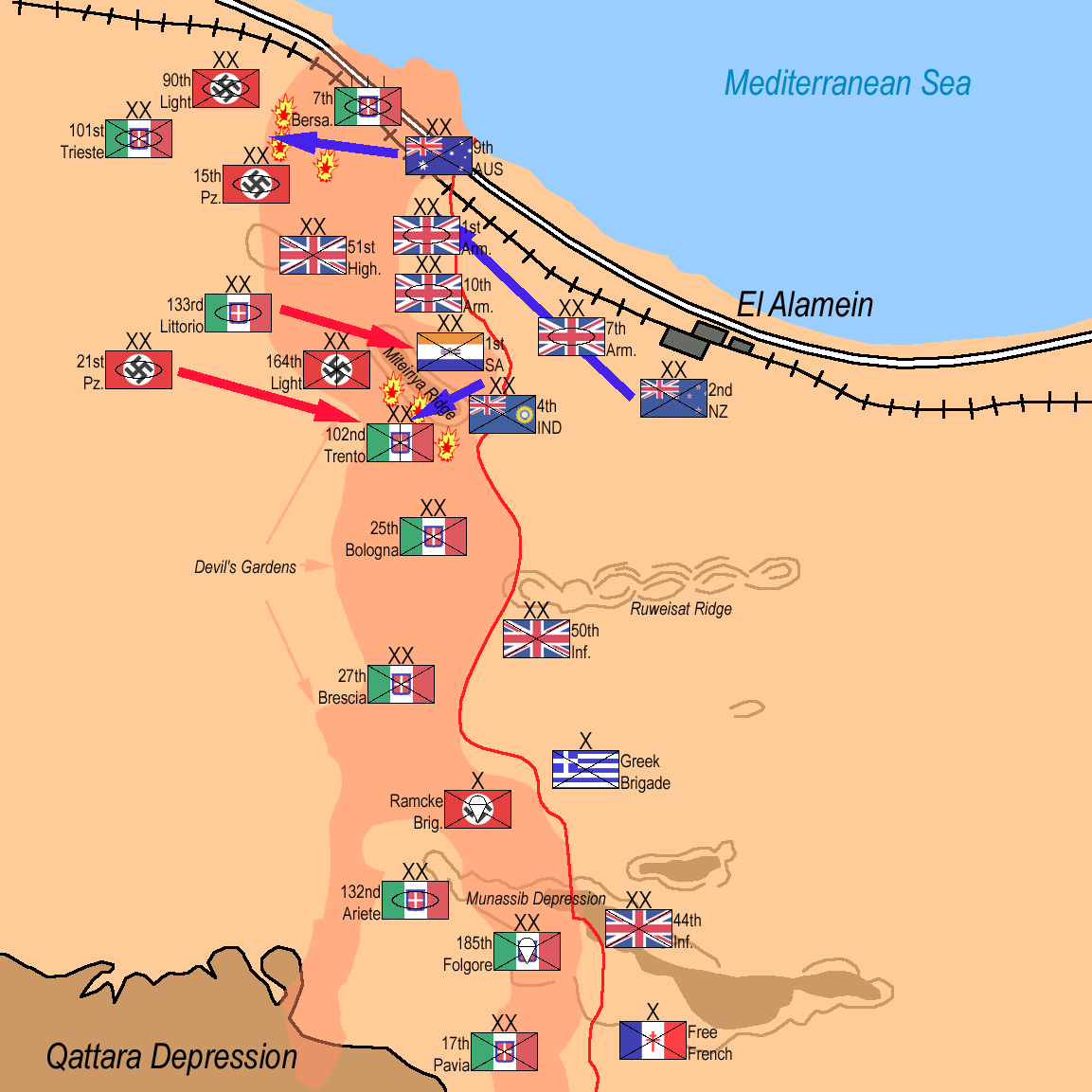
Els Aliats proven de fer retrocedir la divisió Trento: 28 d'octubre
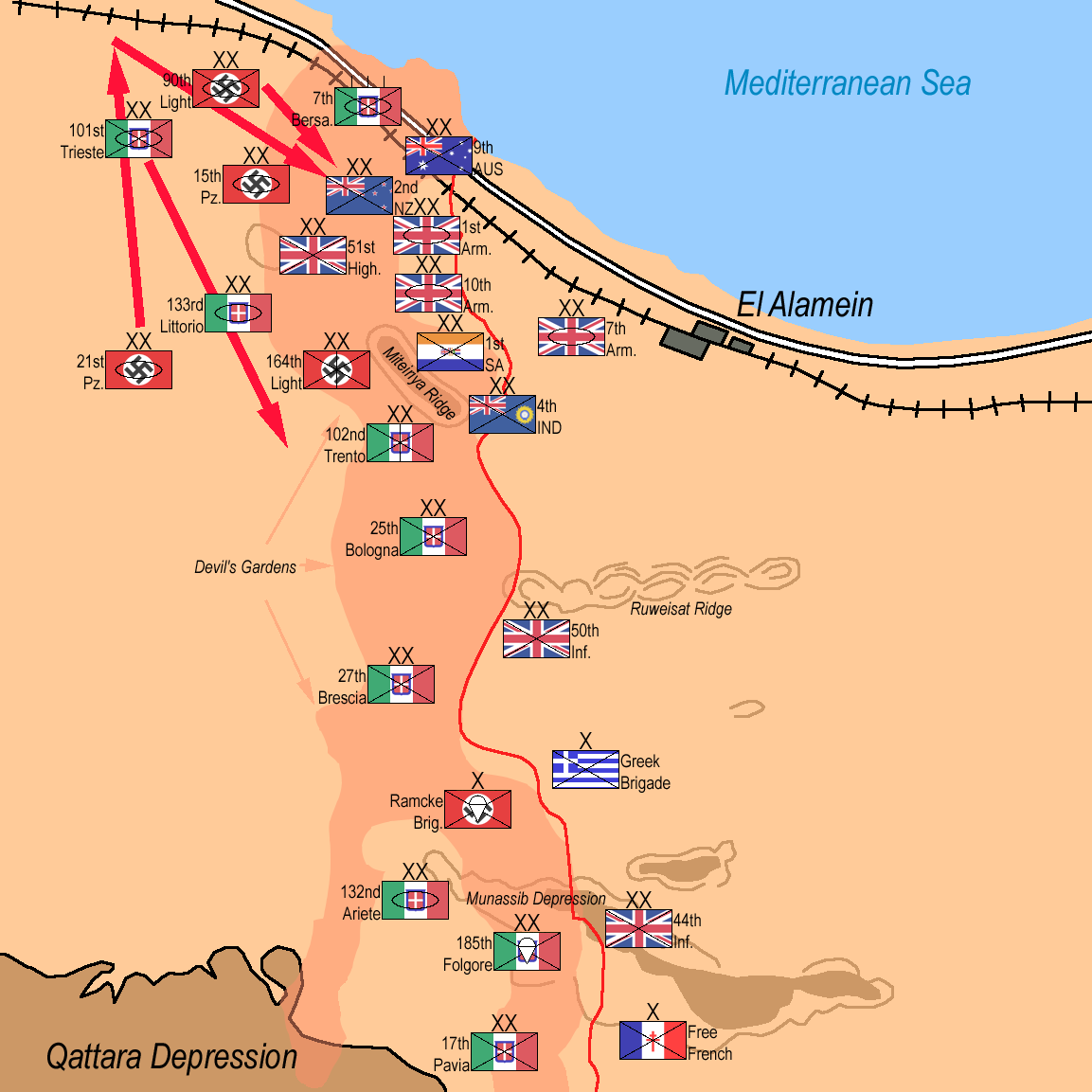
Rommel redesplega les seves forces: 29 d'octubre
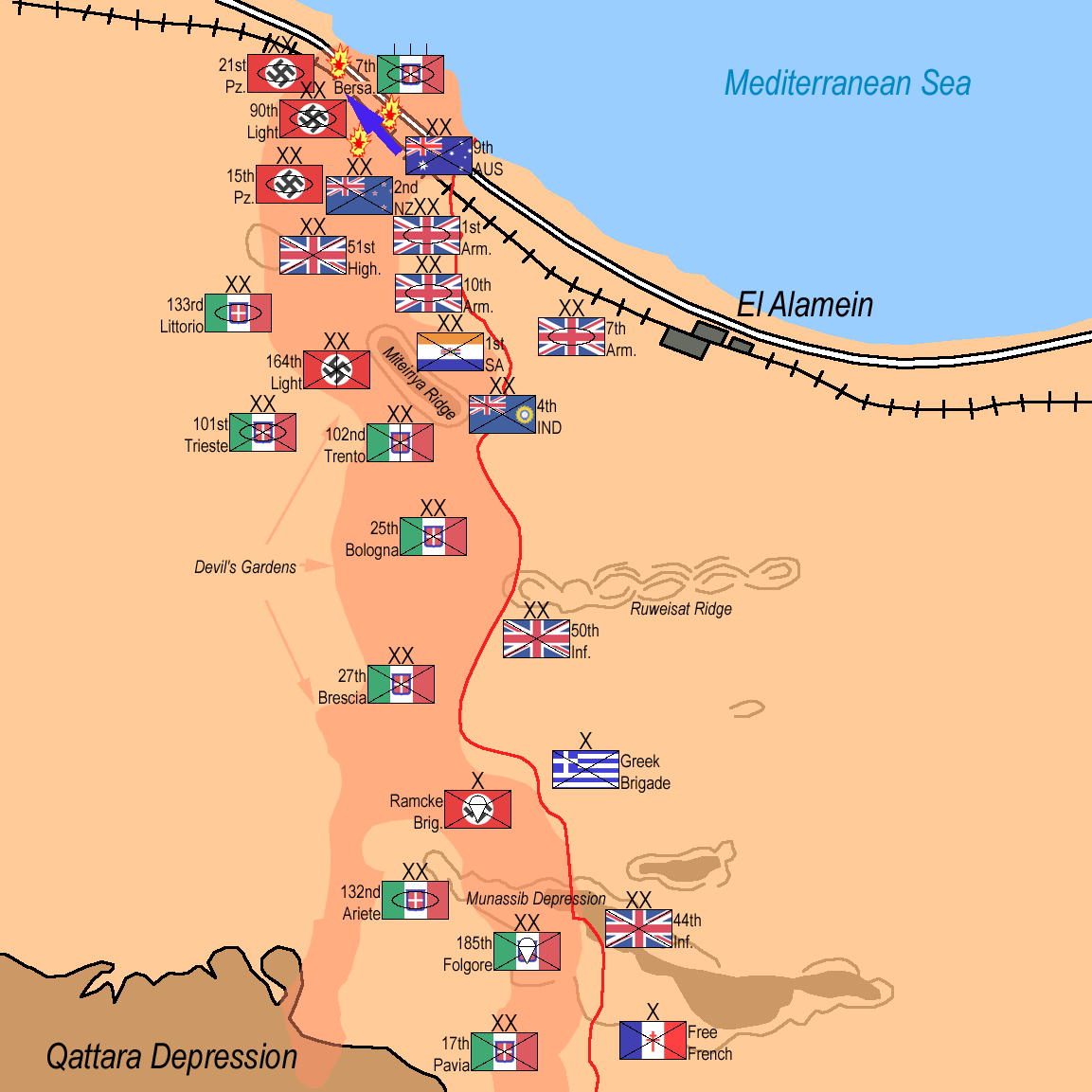
Inici de l'Operació Supercharge – la 9a Australiana fracassa en superar l'Eix: 31 d'octubre 23:00
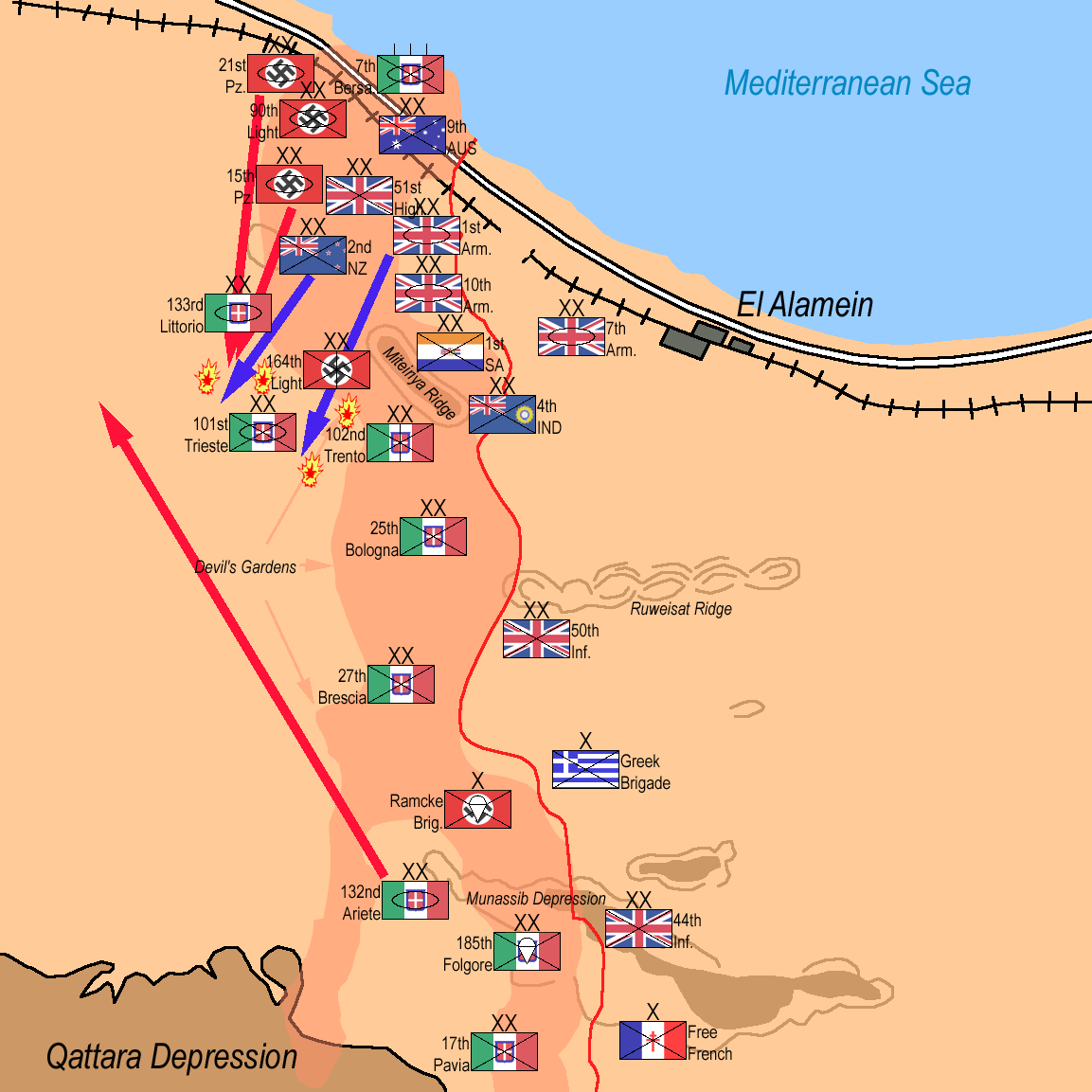
Batalla de tancs de Tell el Aqqaqir: 2 de novembre 23pm; l'Eix inicia la retirada: 2 de novembre
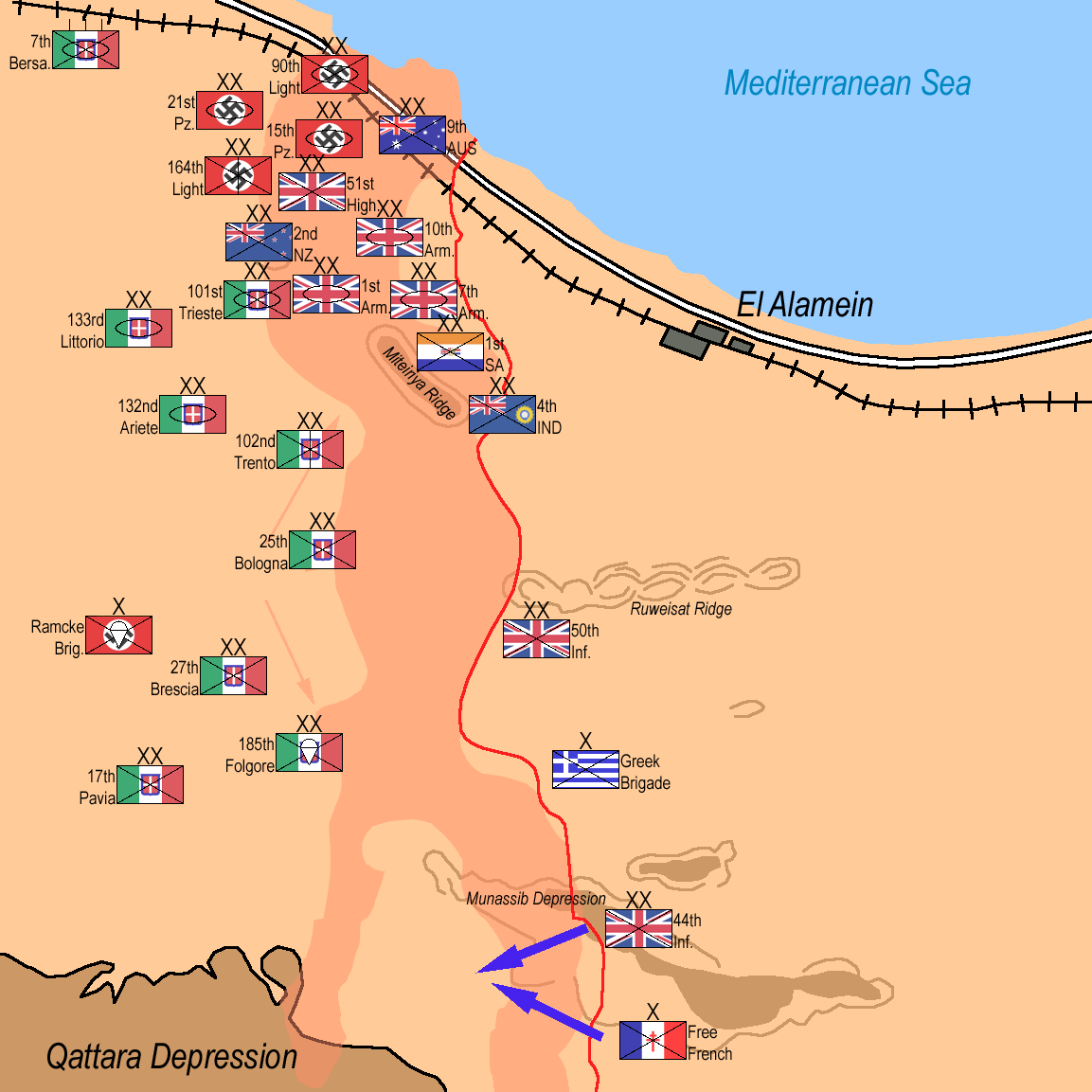
L'Eix es retira: 3 de novembre
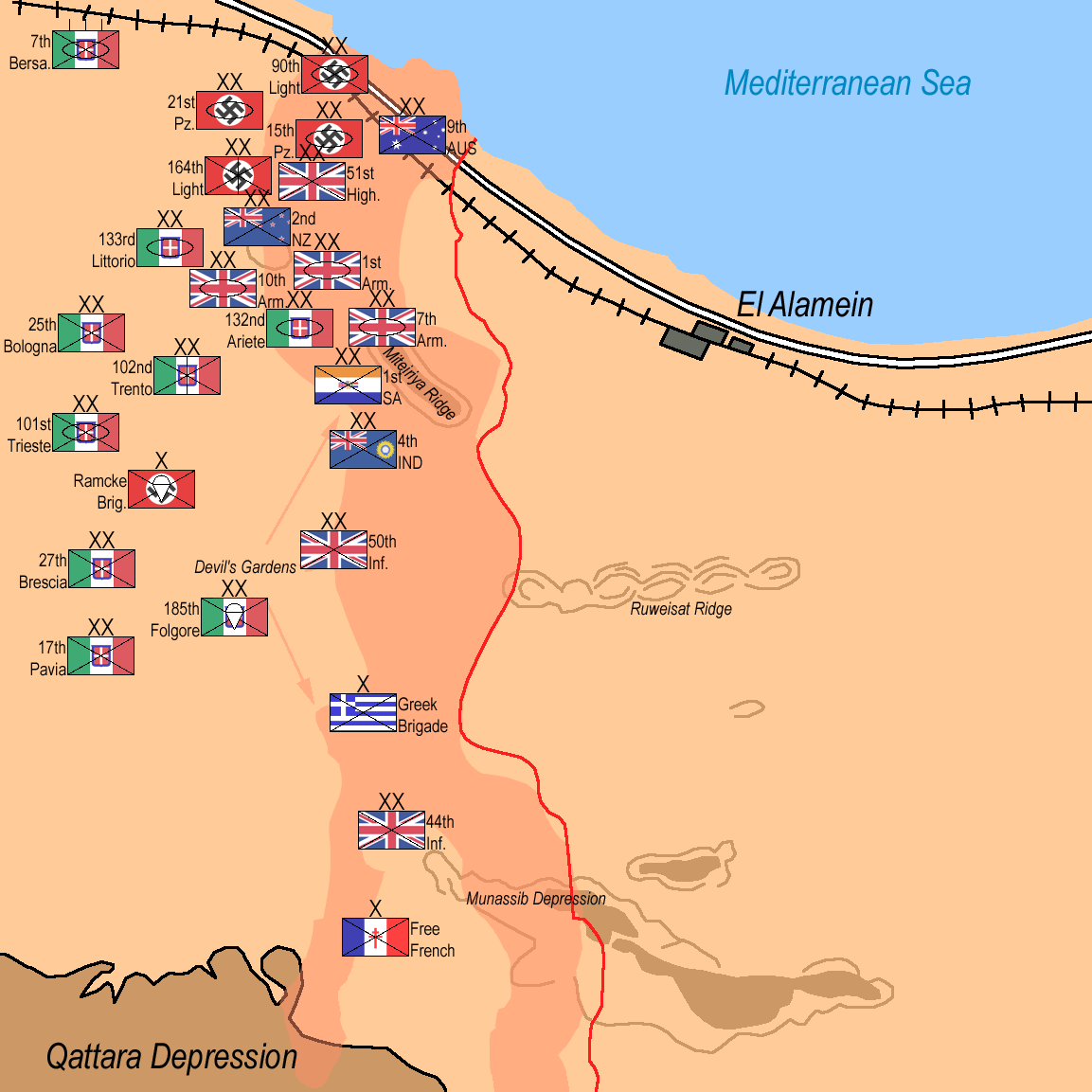
L'Eix atura la retirada: 3 de novembre
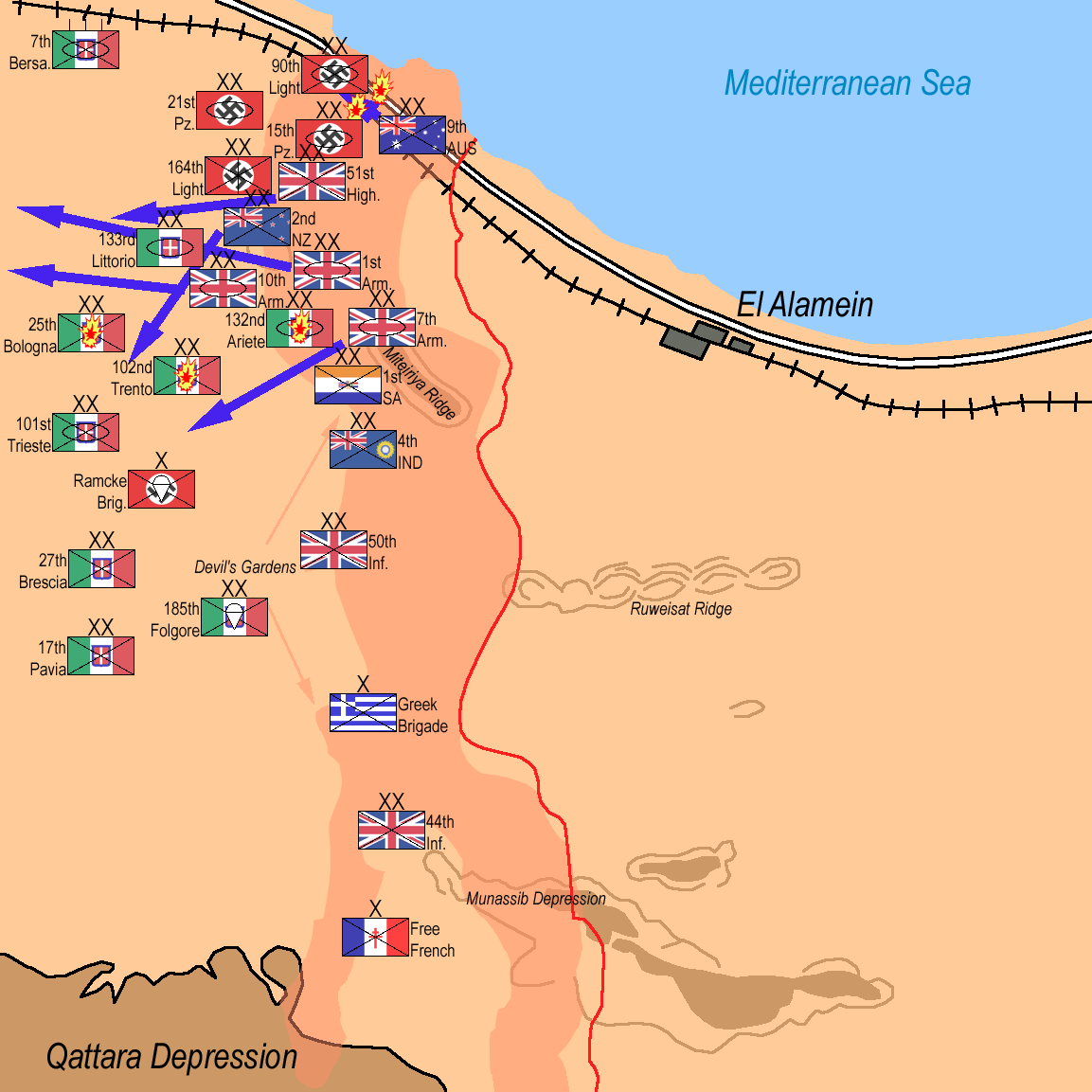
Les tropes Aliades superen les de l'Eix: 4 de novembre 7:00. Les divisions Trento, Bologna i Ariete són destruïdes.

## Anàlisis de la batalla
| «                    | Es pot ben dir que "Abans de l'Alamein no vam tenir una victòria. Després de l'Alamein mai no vam tenir una derrota." | » |
| — Winston Churchill. | |   |

No era la primera vegada que els aliats tenien una superioritat numèrica en homes i equipament al Desert Occidental, però aquesta mai no havia estat tan completa i en totes les armes. A més, mentre que en el passat, a excepció de l'artilleria, sempre havien patit per la qualitat pel seu armament i per la seva capacitat per oposar-se a l'Eix, amb l'arribada dels tancs Sherman, els canons antitancs de sis lliures i els Spitfires al Desert Occidental, això no tornà a succeir més.
Montgomery sempre havia vist la batalla com una de les que es van lluitar a la Gran Guerra, i va preveure correctament la duració de la batalla i el nombre de baixes aliades. L'artilleria aliada va ser manejada amb mestria. El suport aeri va ser excel·lent, en contrast a la Luftwaffe i a la Regia Aeronautica, que pràcticament no van oferir cap mena de suport a les forces terrestres, sinó que preferien entrar en combats aire-aire. Aquesta aclaparadora superioritat aèria va tenir un immens efecte en la batalla i no només pel seu impacte físic. Com posteriorment escriuria Montgomery, "L'efecte moral de l'acció aèria (sobre l'enemic) és molt més gran que per la proporció al dany material causat. En la direcció contrària, veure i sentir a les nostres pròpies forces aèries operant contra l'enemic té igualment un efecte satisfactori sobre les nostres tropes. Una combinació de tots dos té una profunda influència en el factor singular més important de la guerra: la moral".
Al final, la victòria aliada va ser total. Les baixes de l'Eix ascendien a uns 37.000 homes, més del 30% de la seva força total. Les baixes aliades sumaven unes 13.500, en comparació una xifra remarcablement menor en proporció al seu total. La força efectiva del Panzerarmee després de la batalla ascendia a només uns 5.000 soldats, 20 tancs, 20 canons antitancs i 50 canons de camp. Però l'explotació de la victòria per part aliada va ser pobre. Van ser sorpresos per la sobtada retirada de Rommel i, combinat amb la confusió causada per la reoganització de les seves unitats que eren recol·locades entre els 3 Cossos va fer que la persecució fos molt lenta, fent que Rommel pogués fugir primer a Fuka i després a Mersa Matruh.
El Alamein va ser la primera gran ofensiva contra els aliats en la que els aliats Occidentals aconseguien una victòria. Winston Churchill va posar l'epitafi a la batalla el 10 de novembre de 1942 amb les paraules "No és el final, ni tan sols és l'inici del final. Però, potser, és el final de l'inici." La Batalla de l'Alamein va ser el triomf més gran de Montgomery; prenent el títol de Vescomte Montgomery d'El Alamein quan va ser elevat a la noblesa després de la guerra.

## Després de la batalla

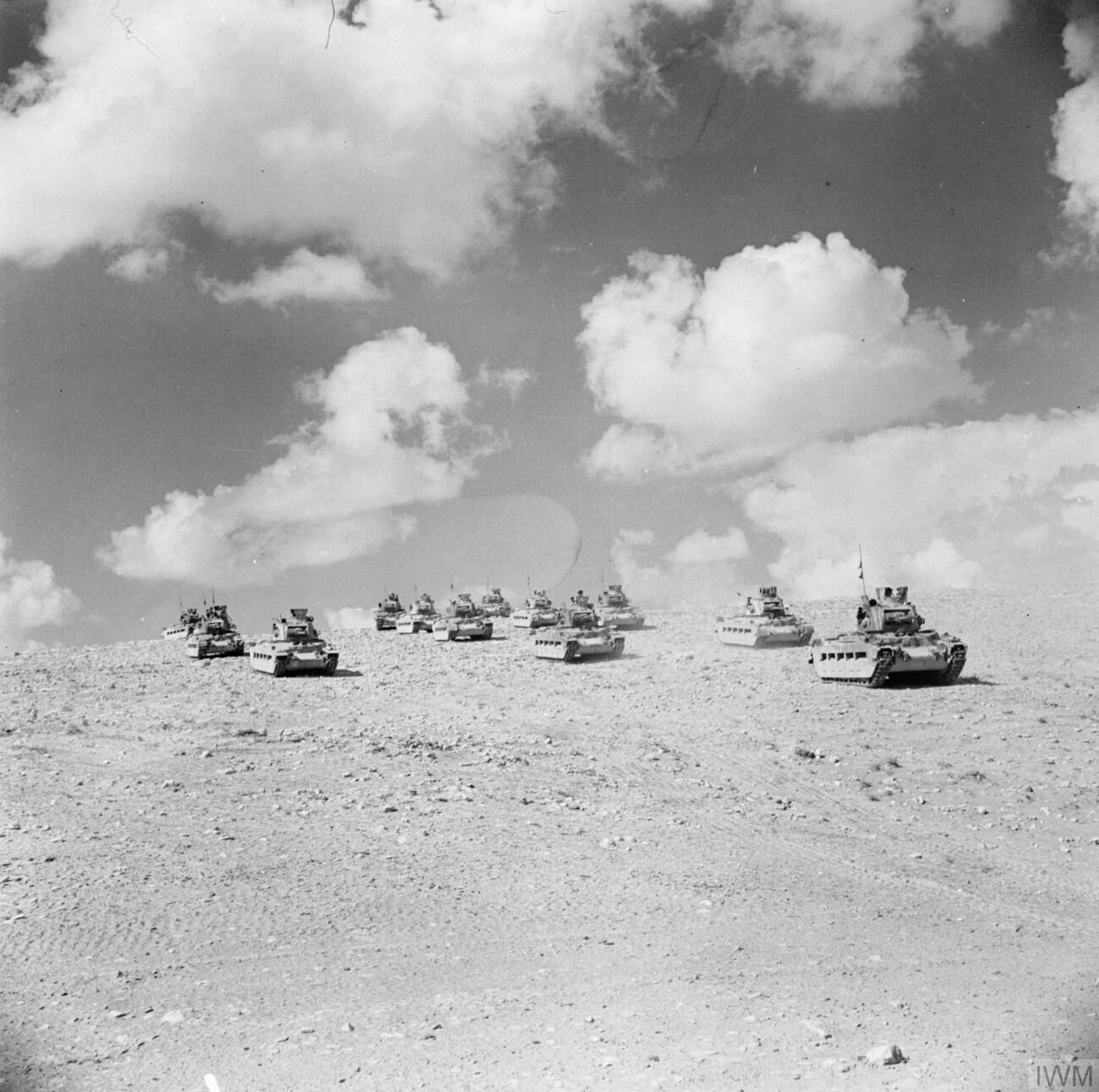
Tancs Matilda britànics avancen cap a Tobruk després d'El Alamein

Un cop més, l'Eix va portar a terme una retirada combatent fins a El Agheila. Dos cops abans, a inicis de 1941 i a inicis de 1942, les tropes Aliades havien avançat fins a El Agheila, però no més enllà. En la primera ocasió, l'ofensiva de Wavell de 1940 havia fracassat quan les seves línies de subministrament s'estiraren massa, van intervenir decisions polítiques per retirar tropes per lluitar a Grècia i a l'Àfrica Oriental, mentre que els seus enemics eren reforçats amb l'Afrika Korps. El 1941, les tropes d'Auchinleck i de Ritchie van arribar de nou a El Aghelia, però de nou tenien superexteses les seves línies de subministrament, a més de tenir les seves formacions exhaustes i van a haver de recular. En aquesta ocasió, van ser les tropes de Rommel les que es van trobar amb pocs reforços, mentre que Montgomery havia insistit en la qüestió de com crear les línies de subministrament necessàries per portar les 2.400 tones diàries de material que el 8è Exèrcit necessitaria cada dia.
Els Aliats van aconseguir capturar una gran quantitat de material i equipament per reparar la infraestructura de transport malmesa. Això s'aconseguí amb tant d'èxit que la línia ferroviària entre El Alamein i Fort Capuzzo, malgrat haver estat malmesa en més de 200 llocs diferents, va ser ràpidament posada en servei, transportant 133.000 tones de subministraments en el mes posterior a l'arribada del Vuitè Exèrcit a Capuzzo. El port de Benghasi descarregava 3.000 tones al dia a finals de desembre quan es pensava que, després de dos anys de destrucció, la seva màxima capacitat seria només de 800 tones.
Conscient dels anteriors contraatacs exitosos de Rommel des d'El Aghelia, Montgomery s'atura durant 3 setmanes per concentrar totes les seves forces i preparar l'assalt amb molta cura. L'11 de desembre, Montgomery llançà la 51a divisió Highland per la línia de la costa amb la 7a divisió cuirassada a la seva esquerra. El 12 de desembre, la 2a divisió neozelandesa començà un profund moviment pel flanc de Rommel per tal de tallar la carretera de la costa a la seva rereguarda i així tallar-los la retirada. La divisió Highland va quedar molt danyada a causa de les defenses ben dissenyades, mentre que la 7a Cuirassada va trobar-se amb una feble resistència del Grup de Combat Ariete (les restes de la divisió cuirassada Ariete).
L'èxercit de Rommel havia perdut uns 75.000 homes, un miler de canons i uns 500 tancs, i li calia temps per reformar-se, de manera que decidí reunir totes les forces que li quedaven i retirar-se. El 15 de desembre, els neozelandesos havien arribat a la carretera de la costa, però el terreny dur va permetre a Rommel dividir les seves forces en unitats menors i retirar-se fora de la carretera entre els forats existents entre les posicions neozelandeses.
Rommel portà a terme una retirada de llibre, destruint tot l'equipament i les infraestructures que anava deixant enrere i dificultant l'avanç enemic mitjançant mines i trampes. El 8è Exèrcit arribà a Sirte el 25 de desembre, però a l'oest de la ciutat van haver d'aturar-se un cop més per consolidar les seves forces abans d'enfrontar-se a la línia defensiva que Rommel havia creat a Wadi Zemzem, prop de Buerat, a uns 370 km a l'est de Trípoli. Rommel, preocupat perquè el seu exèrcit podia trobar-se completament envoltat i destruït si s'aturava per fer front al 8è Exèrcit va enviar, amb permís del mariscal Bastico, una petició al Comando Supremo a Roma per retirar-se fins a Tunísia, on el terreny era molt millor per portar a terme una acció defensiva i on podria enllaçar amb les tropes de l'Eix que feien front allà als desembarcaments de l'operació Torxa. Però la resposta que Mussolini li envià el 19 de desembre va ser que el Panzerarmee havia de resistir fins al darrer home a Buerat.

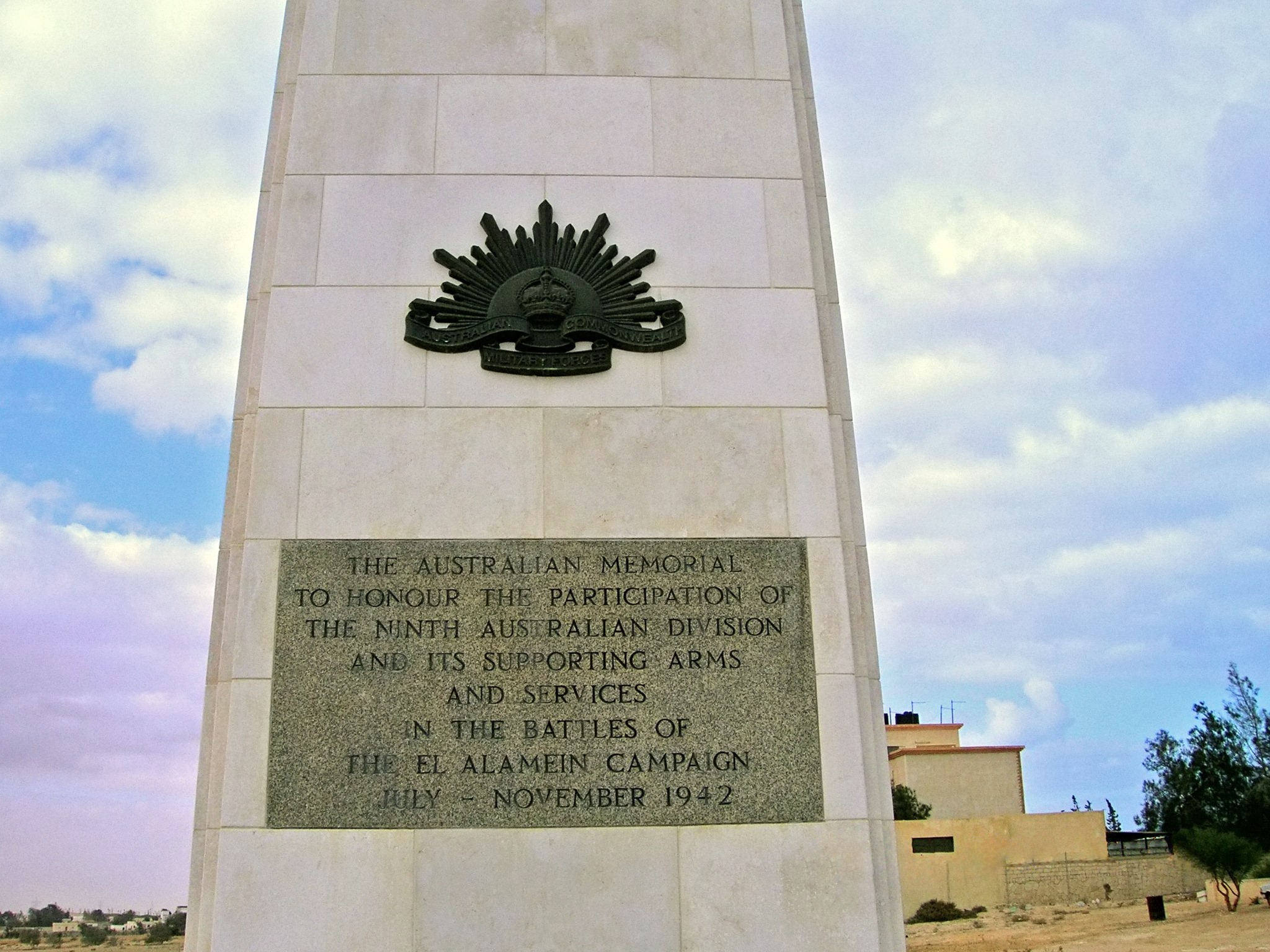
Memorial a la 9a Divisió australiana al Cementiri Militar d'El Alamein Cemetery

### Trípoli cau en mans del Vuitè Exèrcit
El 15 de gener de 1943, el general Montgomery llançà la 51a divisió Highland contra les defenses de Rommel, mentre que enviava la 2a neozelandesa i la 7a cuirassada contra el flanc interior de la línia de l'Eix. Afeblit per la marxa de la 21a Divisió Panzer cap a Tunísia per enfortir el 5. Panzerarmee de von Arnim, de nou Rommel es va veure obligat a retirar-se lluitant. Trípoli, a uns 250 km a l'oest, i amb les seves grans instal·lacions portuàries, va ser conquerit el 23 de gener, mentre que Rommel continuava retirant-se fins a les defenses construïdes pels francesos al sud de Tunísia, la Línia Mareth.

### Rommel enllaça amb von Arnim a Tunísia
En aquesta ocasió, Rommel estava en contacte amb el 5. Panzerarmee de Hans-Jürgen von Arnim, que estava lluitant a la campanya de Tunísia contra el Primer Exèrcit britànic al nord de Tunísia des de poc després de l'operació Torxa de la tardor anterior. Hitler estava decidit a mantenir Tunísia, i finalment Rommel va començar a rebre homes i material. En aquells moments, l'Eix havia d'encarar la guerra al nord d'Àfrica com una guerra de dos fronts, amb el 8è Exèrcit apropant-se des de l'est i els britànics, francesos i americans del 1r Exèrcit des de l'oest. L'exèrcit germanoitalià de Rommel va ser redissenyat com a Primer Exèrcit italià, sota el comandament del General Giovanni Messe, mentre que Rommel assumia el comandament del nou Grup d'Exèrcits Àfrica, responsable d'ambdós fronts.

### Formació del 18è Grup d'Exèrcits a les ordres d'Alexander
De manera semblant a l'Eix, els aliats també reorganitzaren les seves forces, formant el 18è Grup d'Exèrcits amb el general Harold Alexander al capdavant. No obstant això, l'esperança de concloure ràpidament la campanya contra l'Eix es va esvair després de la batalla del Pas de Kasserine, durant la segona meitat de febrer, quan Rommel causà grans danys al novell II Cos americà i destruí les seves possibilitats d'avançar ràpidament cap a l'est per tallar la línia de subministraments del 1r Exèrcit italià des de Tunísia i deixar-lo aïllat de les forces de von Arnim al nord.

## Significat
El Alamein va ser una significada victòria Aliada i la més decisiva a l'Àfrica respecte a tancar un front de guerra, tot i que Rommel no va perdre l'esperança fins al final de la campanya de Tunísia. Després de 3 anys, el teatre africà quedava net de les tropes de l'Eix i els aliats podien mirar cap a la riba nord de la Mediterrània.